# Microscopie électronique à balayage
Vous lisez un « bon article » labellisé en 2007.
Pour les articles homonymes, voir MEB, SEM, Microscope, Microscope électronique et Microscopie.

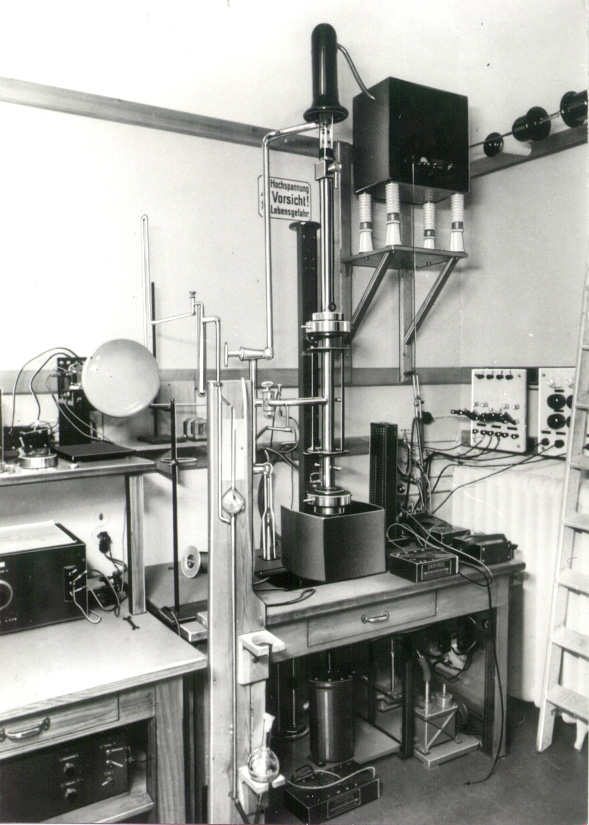
Premier microscope électronique à balayage par M von Ardenne.

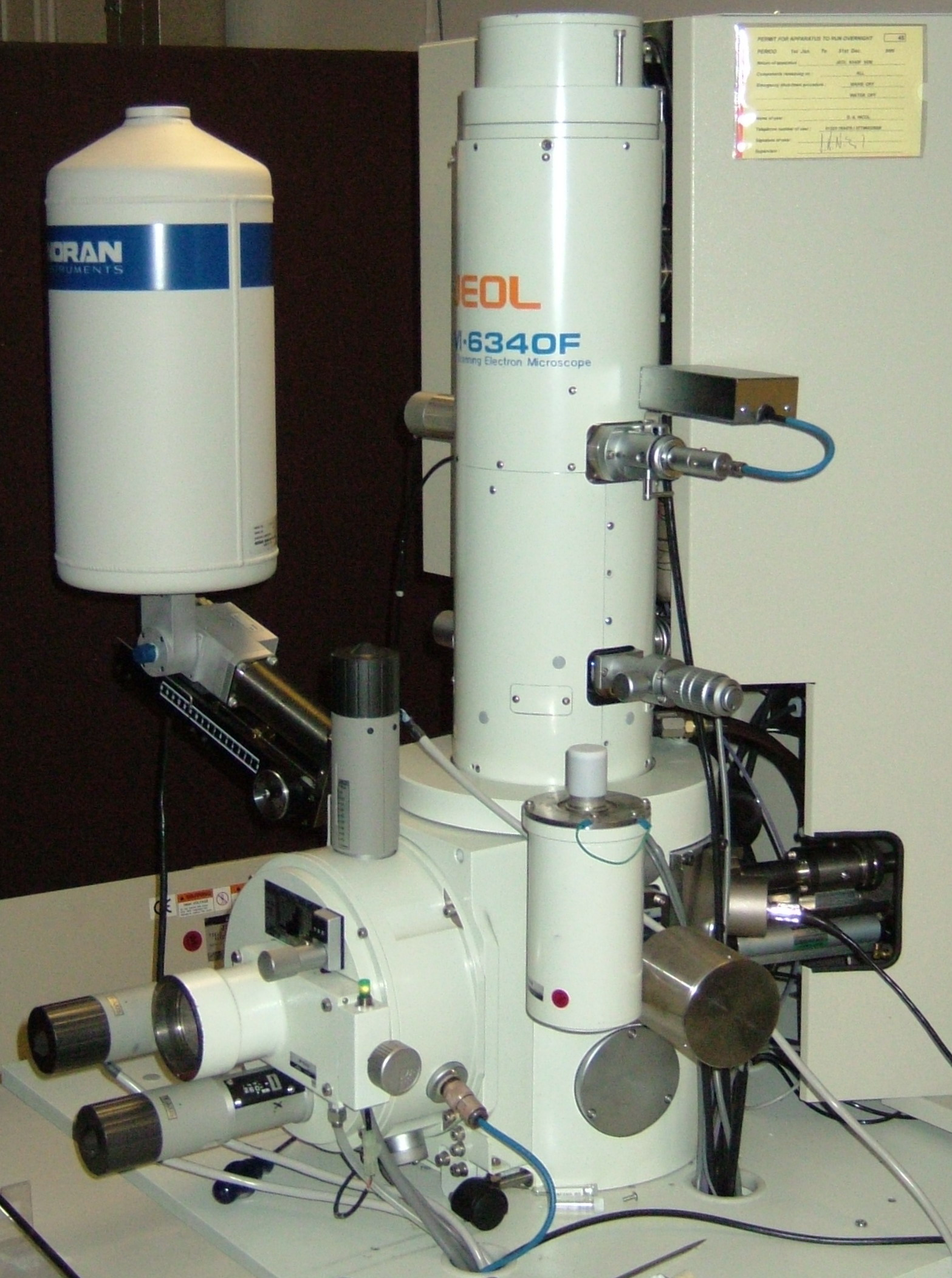
Microscope électronique à balayage JEOL JSM-6340F.

La microscopie électronique à balayage (MEB) ou scanning electron microscope (SEM) en anglais est une technique de microscopie électronique capable de produire des images en haute résolution de la surface d’un échantillon en utilisant le principe des interactions électrons-matière.
S'appuyant sur les travaux de Max Knoll et Manfred von Ardenne dans les années 1930, la MEB consiste en un faisceau d’électrons balayant la surface de l’échantillon à analyser qui, en réponse, réémet certaines particules. Ces particules sont analysées par différents détecteurs qui permettent de reconstruire une image en trois dimensions de la surface.
Les travaux menés dans les années 1960 dans le laboratoire de Charles Oatley à l’université de Cambridge ont grandement contribué au développement de la MEB, et ont conduit en 1965 à la commercialisation par Cambridge Instrument Co. des premiers microscopes à balayage. Aujourd’hui, la microscopie électronique à balayage est utilisée dans des domaines allant de la biologie à la science des matériaux, et un grand nombre de constructeurs proposent des appareils de série équipés de détecteurs d’électrons secondaires et dont la résolution se situe entre 0,4 nanomètre et 20 nanomètres.

## Principe général
Le pouvoir de résolution (capacité à distinguer des détails fins) de l’œil humain avec un microscope optique est limité par la longueur d’onde de la lumière visible (photons) ainsi que par la qualité des lentilles grossissantes. Les plus puissants microscopes optiques peuvent distinguer des détails de 0,1 à 0,2 µm. Si l’on veut observer des détails plus fins, il faut diminuer la longueur d’onde qui éclaire les cibles. Dans le cas des microscopes électroniques, on n’utilise pas des photons, mais des électrons, dont les longueurs d’onde associées sont beaucoup plus faibles.

Schéma de principe « historique » de la microscopie à balayage. À partir des années 1980, le tube cathodique synchronisé avec le MEB a progressivement disparu pour céder la place à une acquisition numérique d’image.

La figure ci-contre illustre le schéma de principe d’un MEB : une sonde électronique fine (faisceau d’électrons) est projetée sur l’échantillon à analyser. L’interaction entre la sonde électronique et l’échantillon génère des électrons secondaires, de basse énergie qui sont accélérés vers un détecteur d’électrons secondaires qui amplifie le signal. À chaque point d’impact correspond un signal électrique. L’intensité de ce signal électrique dépend à la fois de la nature de l’échantillon au point d’impact qui détermine le rendement en électrons secondaires et de la topographie de l’échantillon au point considéré. Il est ainsi possible, en balayant le faisceau sur l’échantillon, d’obtenir une cartographie de la zone balayée.
La sonde électronique fine est produite par un « canon à électrons » qui joue le rôle d’une source réduite par des « lentilles électroniques » qui jouent le même rôle vis-à-vis du faisceau d’électrons que des lentilles conventionnelles, photoniques dans un microscope optique. Des bobines disposées selon les deux axes perpendiculaires à l’axe du faisceau et parcourues par des courants synchronisés permettent de soumettre la sonde à un balayage du même type que celui d'un écran cathodique. Les lentilles électroniques, qui sont généralement des lentilles magnétiques et les bobines de balayage forment un ensemble que l’on appelle la colonne électronique.

Schéma d’un MEB équipé d’un détecteur de rayons X « EDS » (à dispersion d’énergie)

Dans les MEB modernes, la cartographie d’électrons secondaires est enregistrée sous forme numérique, mais le MEB a pu être développé dès le début des années 1960, bien avant la diffusion des moyens de stockage informatique, grâce à un procédé analogique qui consistait, comme sur le schéma de la figure, à synchroniser le balayage du faisceau d’un tube cathodique avec celui du MEB, en modulant l’intensité du tube par le signal secondaire. L’image de l’échantillon apparaissait alors sur l’écran phosphorescent du tube cathodique et pouvait être enregistrée sur une pellicule photographique.
Un microscope électronique à balayage est essentiellement composé d’un canon à électrons et d’une colonne électronique, dont la fonction est de produire une sonde électronique fine sur l’échantillon, d’une platine porte-objet permettant de déplacer l’échantillon dans les trois directions et de détecteurs permettant de capter et d’analyser les rayonnements émis par l’échantillon. En outre l’appareil doit nécessairement être équipé d’un système de pompes à vide.

## Histoire

### Travaux préliminaires
L’histoire de la microscopie à balayage découle en partie des travaux théoriques du physicien allemand Hans Busch sur la trajectoire des particules chargées dans les champs électromagnétiques. En 1926, il a démontré que de tels champs pouvaient être utilisés comme des lentilles électromagnétiques établissant ainsi les principes fondateurs de l’optique électronique géométrique. À la suite de cette découverte, l’idée d’un microscope électronique prit forme et deux équipes, celle de Max Knoll et Ernst Ruska de l’Université technique de Berlin et celle d’Ernst Brüche des laboratoires EAG envisagèrent de tester cette possibilité. Cette course a mené à la construction en 1932, par Knoll et Ruska, du premier microscope électronique en transmission.

### Premier microscope à balayage
Après avoir rejoint Telefunken pour mener des recherches sur les tubes cathodiques des téléviseurs, Max Knoll a développé, afin d’étudier la cible de tubes électroniques analyseurs, un analyseur à faisceau d’électrons qui réunissait toutes les caractéristiques d’un microscope électronique à balayage : l’échantillon se trouvait à l’extrémité d’un tube de verre scellé et un canon à électrons se trouvait à l’autre extrémité. Les électrons, accélérés sous une tension de l’ordre de 500 à 4 000 volts, étaient focalisés sur la surface et un système de bobines les déviait. Le faisceau balayait la surface de l’échantillon au rythme de 50 images par seconde. Le courant transmis par l’échantillon récupéré, amplifié et modulé et permettait de reconstruire une image. Le premier appareil utilisant ce principe a été construit en 1935.
Par la suite, c’est le scientifique allemand Manfred von Ardenne qui, en 1938, a construit le premier microscope électronique à balayage. Mais cet appareil ne ressemblait pas encore aux MEB modernes car il avait été créé pour étudier des échantillons très fins en transmission. Il s’apparente donc plus à un microscope électronique en transmission à balayage (METB ou (en) STEM pour scanning transmission electron microscope). De plus, bien que doté d’un écran à tube cathodique, les images étaient enregistrées sur des films photographiques disposés sur un tambour rotatif. Von Ardenne a ajouté des bobines de balayage à un microscope électronique en transmission. Le faisceau d’électrons, d’un diamètre de 0,01 µm, balayait la surface de l’échantillon et les électrons transmis étaient récupérés sur le film photographique qui était déplacé au même rythme que le faisceau. La première micrographie obtenue par un MEBT fut l’image d’un cristal de ZnO grossi 8 000 fois avec une résolution latérale de 50 à 100 nanomètres. L’image était composée de 400 par 400 lignes et il a fallu 20 minutes pour l’obtenir. Le microscope disposait de deux lentilles électrostatiques entourant les bobines de balayage.
En 1942, le physicien et ingénieur russe Vladimir Zworykin, qui travaillait dans les laboratoires de la Radio Corporation of America à Princeton aux États-Unis, a publié les détails du premier microscope électronique à balayage pouvant analyser une surface opaque et pas seulement analyser un échantillon fin en transmission. Un canon à électrons à filament de tungstène émettait des électrons qui étaient accélérés sous une tension de 10 000 volts. L’optique électronique de l’appareil était composée de trois bobines électrostatiques, les bobines de balayage étant placées entre la première et la seconde lentille. Ce système donnait une image très réduite de la source de l’ordre de 0,01 µm. Fait assez courant au début de l’histoire des MEB, le canon à électrons se situait en bas du microscope pour que la chambre d’analyse puisse se trouver à la bonne hauteur pour le manipulateur. Mais ceci avait une fâcheuse conséquence car l’échantillon risquait ainsi de tomber dans la colonne du microscope. Ce premier MEB atteignait une résolution de l’ordre de 50 nm. Mais à cette époque, le microscope électronique en transmission se développait assez rapidement et en comparaison des performances de ce dernier, le MEB suscitait beaucoup moins de passion et son développement fut donc ralenti.

### Développement du microscope électronique à balayage

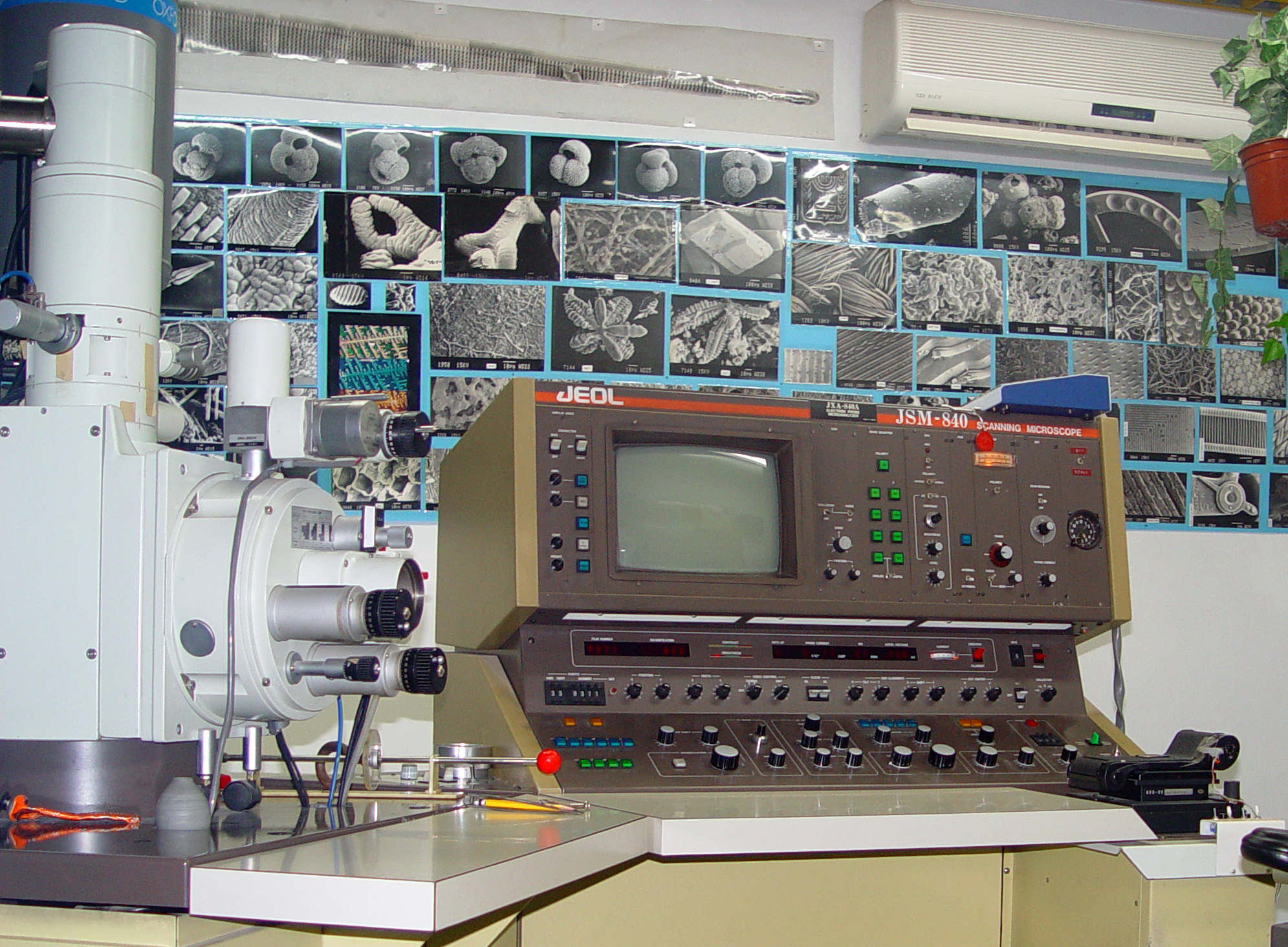
Microscope électronique à balayage

À la fin des années 1940, Charles Oatley, alors maître de conférence du département d’ingénierie de l’université de Cambridge au Royaume-Uni s’intéressa au domaine de l’optique électronique et décida de lancer un programme de recherche sur le microscope électronique à balayage, en complément des travaux effectués sur le microscope électronique à transmission par Ellis Cosslett, également à Cambridge dans le département de physique. Un des étudiants de Charles Oatley, Ken Sander, commença à travailler sur une colonne pour MEB en utilisant des lentilles électrostatiques mais il dut s’interrompre un an après en raison de la maladie. C’est Dennis McMullan qui reprit ces travaux en 1948. Charles Oatley et lui-même construisirent leur premier MEB (appelé SEM1 pour Scanning Electron Microscope 1) et en 1952, cet instrument avait atteint une résolution de 50 nm mais ce qui était le plus important était qu’il rendait enfin ce stupéfiant effet de relief, caractéristique des MEB modernes.
En 1960, l’invention d’un nouveau détecteur par Thomas Eugene Everhart et R.F.M. Thornley va accélérer le développement du microscope électronique à balayage : détecteur Everhart-Thornley. Extrêmement efficace pour collecter les électrons secondaires ainsi que les électrons rétrodiffusés, ce détecteur va devenir très populaire et se retrouver sur presque chaque MEB.

## Interaction électron-matière

Interaction entre la matière et les électrons

En microscopie optique classique, la lumière visible réagit avec l’échantillon et les photons réfléchis sont analysés par des détecteurs ou par l’œil humain. En microscopie électronique, le faisceau lumineux est remplacé par un faisceau d’électrons primaires qui vient frapper la surface de l’échantillon et les photons réémis sont remplacés par tout un spectre de particules ou rayonnements : électrons secondaires, électrons rétrodiffusés, électrons Auger ou rayons X. Ces différentes particules ou rayonnements apportent différents types d’informations sur la matière dont est constitué l’échantillon.

### Électrons secondaires

Électron secondaire

Lors d’un choc entre les électrons primaires du faisceau et les atomes de l’échantillon, un électron primaire peut céder une partie de son énergie à un électron peu lié de la bande de conduction de l’atome, provoquant ainsi une ionisation par éjection de ce dernier. On appelle électron secondaire cet électron éjecté. Ces électrons possèdent généralement une faible énergie (environ 50 eV). Chaque électron primaire peut créer un ou plusieurs électrons secondaires.
De par cette faible énergie, les électrons secondaires sont émis dans les couches superficielles proches de la surface. Les électrons qui peuvent être recueillis par les détecteurs sont souvent émis à une profondeur inférieure à 10 nanomètres. Grâce à cette faible énergie cinétique, il est assez facile de les dévier avec une faible différence de potentiel. On peut ainsi facilement collecter un grand nombre de ces électrons et obtenir des images de bonne qualité avec un bon rapport signal/bruit et une résolution de l’ordre de 40 Å (ångström) pour un faisceau de 30 Å de diamètre.
Étant donné qu’ils proviennent des couches superficielles, les électrons secondaires sont très sensibles aux variations de la surface de l’échantillon. La moindre variation va modifier la quantité d’électrons collectés. Ces électrons permettent donc d’obtenir des renseignements sur la topographie de l’échantillon. En revanche, ils donnent peu d’information sur le contraste de phase (cf électrons rétrodiffusés).

### Électrons rétrodiffusés

Électron rétrodiffusé

Les électrons rétrodiffusés ((en) back-scattered electrons) sont des électrons résultant de l’interaction des électrons du faisceau primaire avec des noyaux d’atomes de l’échantillon et qui ont réagi de façon quasi élastique avec les atomes de l’échantillon. Les électrons sont réémis dans une direction proche de leur direction d’origine avec une faible perte d’énergie.
Ces électrons récupérés ont donc une énergie relativement élevée, allant jusqu’à 30 keV, énergie beaucoup plus importante que celle des électrons secondaires. Ils peuvent être émis à une plus grande profondeur dans l’échantillon. La résolution atteinte avec les électrons rétrodiffusés sera donc relativement faible, de l’ordre du micromètre ou du dixième de micromètre.
De plus, ces électrons sont sensibles au numéro atomique des atomes constituant l’échantillon. Les atomes les plus lourds (ceux ayant un nombre important de protons) réémettront plus d’électrons que les atomes plus légers. Cette particularité sera utilisée pour l’analyse en électrons rétrodiffusés. Les zones formées d’atomes avec un nombre atomique élevé apparaîtront plus brillantes que d’autres, c’est le contraste de phase. Cette méthode permettra de mesurer l’homogénéité chimique d’un échantillon et permettra une analyse qualitative.

### Électrons Auger

Électrons Auger

Lorsqu’un atome est bombardé par un électron primaire, un électron d’une couche profonde peut être éjecté et l’atome entre dans un état excité. La désexcitation peut se produire de deux façons différentes : en émettant un photon X (transition radiative ou fluorescence X) ou en émettant un électron Auger (effet Auger). Lors de la désexcitation, un électron d’une couche supérieure vient combler la lacune créée par l’électron initialement éjecté. Durant cette transition, l’électron périphérique perd une certaine quantité d’énergie qui peut être émise sous forme de photon X ou peut alors être transmise à un électron d’une orbite plus externe et donc moins énergétique. Cet électron périphérique se retrouve à son tour éjecté et peut être récupéré par un détecteur.
Les électrons Auger possèdent une très faible énergie et sont caractéristiques de l’atome qui les a émis. Ils permettent ainsi d’obtenir des informations sur la composition de l’échantillon et plus particulièrement de la surface de l’échantillon ainsi que sur le type de liaison chimique, dans la mesure évidemment où le MEB est équipé d’un détecteur d’électrons réalisant une discrimination en énergie. Ce sont des MEB spécialisés qui sont équipés d’analyseurs en énergie. On parle alors d’« analyse Auger » ou de « spectrométrie Auger ». Le niveau de vide des microscopes électroniques Auger doit être bien meilleur que pour les MEB ordinaires, de l’ordre de 10-10 Torr.

### Rayon X

Rayon X

L’impact d’un électron primaire à haute énergie peut ioniser un atome à une couche interne[pas clair]. La désexcitation, le remplissage de l’ordre énergétique[pas clair] de la structure électronique, se produit avec émission de rayons X. L’analyse de ce rayonnement permet d’obtenir des informations sur la nature chimique de l’atome.

## Description de l'instrument

### Éléments constitutifs

Schéma d'un microscope électronique à balayage

Un microscope électronique à balayage est composé des principaux éléments suivants :
- d'un canon à électrons, qui fournit le faisceau électronique ;
- d'une colonne électronique équipée de lentilles magnétiques de focalisation et de bobines de balayage ;
- d'un système de détecteurs d'électrons.

Ces éléments sont placés dans un vide variant de 10−6 mbar au niveau des détecteurs (autour de quelques 10−2 mbar dans un MEB environnemental) à 10−10 mbar pour la source d'électrons. Le microscope peut être équipé d'un détecteur de rayons X pour effectuer des analyses dispersives en énergie (EDXS, pour energy-dispersive X-ray spectroscopy).

### Canon à électrons

Schéma d’un canon à électrons

Le canon à électrons est un des composants essentiels d’un microscope électronique à balayage. C’est en effet la source du faisceau d’électrons qui viendra balayer la surface de l’échantillon. La qualité des images et la précision analytique que l’on peut obtenir avec un MEB requièrent que la tache électronique sur l’échantillon soit à la fois fine, intense et stable. Une forte intensité dans une tache la plus petite possible nécessite une source « brillante ». L’intensité ne sera stable que si l’émission de la source l’est également.
Le principe du canon à électrons est d’extraire les électrons d’un matériau conducteur (qui en est une réserve quasiment inépuisable) vers le vide où ils sont accélérés par un champ électrique. Le faisceau d’électrons ainsi obtenu est traité par la colonne électronique qui en fait une sonde fine balayée sur l’échantillon.
Il existe deux familles de canon à électrons selon le principe utilisé pour extraire les électrons :
- l’émission thermoïonique, avec les filaments de tungstène et pointes LaB6 ;
- l’émission par effet de champ.

Il existe également un principe intermédiaire : la source Schottky à émission de champ, de plus en plus employée.
Suivant ces distinctions et le mode de fonctionnement, les canons à électrons ont des propriétés et des caractéristiques différents. Il existe des grandeurs physiques pour les caractériser. La principale est la brillance mais la durée de vie est également très importante, ainsi que la stabilité. Le courant maximum disponible peut également être pris en considération, ainsi que la dispersion énergétique.

#### Brillance d’une source
On peut définir la brillance B d’une source par le rapport du courant émis par la source au produit de la surface de la source par l’angle solide. Dans le cas général, on ne sait mesurer que la surface d’une « source virtuelle » qui est la zone d’où semblent provenir les électrons. (Définition à revoir)
{\displaystyle B={\frac {\mathrm {courant~{\acute {e}}mis} }{(\mathrm {surface~de~la~source} )\times (\mathrm {angle~solide} )}}}
Pour une source d’électrons dont les caractéristiques sont :
- le diamètre de la source virtuelle d ;
- le courant émis Ie ;
- le demi-angle d’ouverture α.

l’expression de la brillance devient :
{\displaystyle B={\frac {I_{e}}{\left(\pi \left({\frac {d}{2}}\right)^{2}\right)\left(\pi \alpha ^{2}\right)}}}
Dans les systèmes optiques, la brillance, qui se mesure en A.m-2.sr-1 (ampères par unité de surface et par angle solide), a la propriété de se conserver lorsque l’énergie d’accélération est constante. Si l’énergie varie, la brillance lui est proportionnelle. Pour obtenir un signal de détection abondant lorsque la tache électronique sur l’échantillon est très petite, il faut que la brillance de la source soit la plus élevée possible. Dans la littérature, on trouve très souvent la brillance exprimée en A⋅cm-2.sr-1.

#### Émission thermoïonique: Filament de tungstène et pointesLaB6
Des matériaux tels que le tungstène et l’hexaborure de lanthane (LaB6) sont utilisés en raison de leur faible travail de sortie, c’est-à-dire de l’énergie nécessaire pour extraire un électron de la cathode. En pratique, cette énergie est apportée sous forme d’énergie thermique en chauffant la cathode à une température suffisamment élevée pour qu’une certaine quantité d’électrons acquière l’énergie suffisante pour franchir la barrière de potentiel qui les maintient dans le solide. Les électrons qui ont franchi cette barrière de potentiel se retrouvent dans le vide où ils sont ensuite accélérés par un champ électrique.
Dans la pratique, on peut utiliser un filament de tungstène, formé comme une épingle à cheveux, que l’on chauffe par effet Joule, comme dans une ampoule électrique. Le filament est ainsi porté à une température supérieure à 2 200 °C, typiquement 2 700 °C.
Les cathodes au LaB6 doivent être chauffées à une température moins élevée mais la technologie de fabrication de la cathode est un peu plus compliquée car le LaB6 ne peut pas être formé en filament. En fait, on accroche une pointe de monocristal de LaB6 à un filament en carbone. Le cristal d’hexaborure de lanthane est porté aux alentours de 1 500 °C pour permettre l’émission d’électrons. Cette cathode nécessite un vide plus poussé que pour un filament de tungstène (de l’ordre de 10-6 à 10−7 torr contre 10-5). Les cathodes en hexaborure de cérium (CeB6) ont des propriétés très voisines.
Le filament de tungstène porté à une température de 2 700 °C a une brillance typique de 105 A (cm−2 sr−1) pour une tension d’accélération de 20 kilovolts. Il a, à cette température, une durée de vie entre 40 et 100 heures. Le diamètre de la source virtuelle est de l’ordre de 40 µm.
La cathode LaB6 portée à une température de 1 500 °C a une brillance typique de 106 A cm−2 sr−1 pour une durée de vie entre 500 et 1 000 heures. Le diamètre de la source virtuelle est de l’ordre de 15 µm.

#### Canons à émission de champ
Le principe d’un canon à émission de champ est d’utiliser une cathode métallique en forme de pointe très fine et d’appliquer une tension de l’ordre de 2 000 à 7 000 volts entre la pointe et l’anode. On produit ainsi, par « effet de pointe », un champ électrique très intense, de l’ordre de 107 V cm−1, à l’extrémité de la cathode. Les électrons sont alors extraits de la pointe par effet tunnel. Il existe deux types de canons à émission de champ (FEG en anglais pour Field Emission Gun) :
- l’émission de champ à froid (CFE en anglais). La pointe reste à température ambiante
- l’émission de champ assistée thermiquement (TFE en anglais). La pointe est alors portée à une température typique de 1 800 K

Le gros avantage des canons à émission de champ est une brillance théorique qui peut être cent fois plus importante que celle des cathodes LaB6. Le deuxième type de canon (assisté thermiquement) est de plus en plus utilisé, car il permet pour un sacrifice en brillance très modeste de mieux maîtriser la stabilité de l’émission. Le courant disponible est également plus élevé. Avec un canon à émission de champ froid, le courant disponible sur l’échantillon n’est en effet jamais supérieur à 1 nA, alors qu’avec l’assistance thermique, il peut approcher les 100 nA.
Une autre grosse différence entre les canons à émission de champ et les canons thermoïoniques est que la source virtuelle est beaucoup plus petite. Cela provient du fait que toutes les trajectoires sont normales à la surface de la pointe, qui est une sphère d’environ 1 µm. Les trajectoires semblent ainsi provenir d’un point. C’est ainsi que l’on obtient des brillances très élevées : 108 A cm−2 sr−1 pour les cathodes froides et 107 A cm−2 sr−1 pour les cathodes à émission de champ chauffées. Sur l’échantillon, la brillance est toujours dégradée.
Le très petit diamètre de la source virtuelle nécessite moins d’étages de réduction, mais un inconvénient est que la source, moins réduite est plus sensible aux vibrations.
|                                | Émission thermoïonique | Émission thermoïonique | Émission de champ | Émission de champ |
| Matériaux                      | Tungstène              | LaB6                   | S-FEG             | C-FEG             |
| ------------------------------ | ---------------------- | ---------------------- | ----------------- | ----------------- |
| Brillance (A⋅cm-2⋅sr-1)        | 105                    | 106                    | 107               | 108               |
| Température (°C)               | 1 700–2 400            | 1 500                  | 1 500             | ambiante          |
| Diamètre de la pointe (nm)     | 50 000                 | 10 000                 | 100–200           | 20–30             |
| Taille de la source (nm)       | 30 000–100 000         | 5 000–50 000           | 15–30             | < 5               |
| Courant d’émission (µA)        | 100–200                | 50                     | 50                | 10                |
| Durée de vie (heure)           | 40–100                 | 200–1 000              | > 1 000           | > 1 000           |
| Vide minimal (Pa)              | 10-2                   | 10-4                   | 10-6              | 10-8              |
| Stabilité à court terme (%RMS) | <1                     | <1                     | <1                | 4–6               |

### Colonne électronique

#### Colonnes pour canon à émission thermoïoniques
La fonction de la colonne électronique est de produire à la surface de l’échantillon une image de la source virtuelle suffisamment réduite pour que la tache électronique (le spot) obtenue soit assez fine pour analyser l’échantillon avec la résolution requise, dans la gamme des 0,5 à 20 nm. La colonne doit également contenir des moyens pour balayer le faisceau.
Comme les sources des canons à émission thermoïonique ont un diamètre typique de 20 µm, la réduction de la colonne électronique doit être d’au moins 20 000, produite par trois étages comportant chacun une lentille magnétique (Voir figure ci-dessus).
La colonne électronique doit également comporter un diaphragme de limitation d’ouverture, car les lentilles magnétiques ne doivent être utilisées que dans leur partie centrale pour avoir des aberrations plus petites que la résolution recherchée. L’astigmatisme résultant, par exemple de défaut de sphéricité des lentilles peut être compensé par un « stigmateur », mais l’aberration sphérique et l’aberration chromatique ne peuvent être corrigées.
Le balayage de la tache électronique sur l’échantillon résulte de champs magnétiques selon les deux directions transverses, X et Y, produits par des bobines de déflexion qui sont parcourues par des courants électriques. Ces bobines de déflexion sont situées juste avant la dernière lentille.

#### Colonnes pour canon à émission de champ

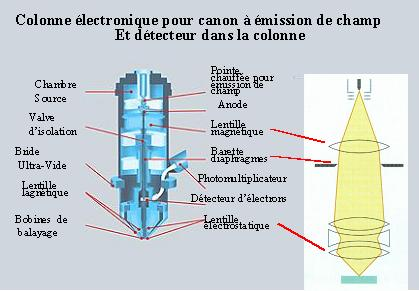
Colonne Gemini de Zeiss. Cette colonne, équipée d’une source à émission de champ, dédiée aux applications basse énergie, contient un détecteur d’électrons secondaires dans la colonne.

Les colonnes électroniques montées avec des canons à émission de champ peuvent avoir une réduction de la source bien inférieure à celle des colonnes conventionnelles.
La colonne Gemini représentée sur la figure ci-contre comporte deux lentilles magnétiques, mais cette paire de lentille, montées en doublet, ne constitue en fait qu’un seul étage de réduction. La structure en doublet permet d’éviter de limiter le nombre de cross-over, c’est-à-dire, d’images intermédiaires de la source, comme sur les colonnes conventionnelles, car ces cross-over sont générateurs de dispersion en énergie et donc d’aberration chromatique.
La forte brillance des sources à émission de champ les rend particulièrement propices aux applications à basse énergie d’impact, c’est-à-dire inférieure à 6 keV. car la brillance étant proportionnelle à l’énergie d’accélération, l’obtention d’un courant électronique primaire confortable ne saurait tolérer le cumul de deux handicaps, celui d’une source médiocre et d’une faible énergie d’accélération.
Plusieurs raisons peuvent pousser à rechercher les faibles énergies d’impact :
- lorsque l’image résulte d’un mode de détection qui met en cause l’ensemble de la poire de pénétration des électrons dans la matière, comme c’est le cas, par exemple, pour l’utilisation en microanalyse par rayons X : plus l’énergie d’impact est élevée, et plus la poire est évasée ;
- pour l’analyse dans les isolants dans le cas où une métallisation superficielle de l’échantillon introduirait un artefact de mesure.

Il existe un niveau d’énergie, situé aux environs de 1 500 eV dans le cas de la silice, pour lequel il y a autant d’électrons secondaires émis que d’électrons primaires incidents.
Pour travailler à basse énergie, par exemple à 1 500 eV ou à quelques centaines d’eV, il est intéressant de véhiculer les électrons à énergie plus importante dans la colonne, et de les ralentir juste avant l’échantillon. L’espace de ralentissement forme alors une lentille électrostatique, c’est ce qui est représenté sur la figure de ce paragraphe. Lorsque les électrons restent à énergie constante, les lentilles magnétiques ont des aberrations plus faibles que les lentilles électrostatiques, mais il se trouve que les lentilles comprenant une zone de ralentissement, nécessairement électrostatique, ont toutes les aberrations relatives à l’ouverture du faisceau considérablement réduite.
Lorsque l’énergie d’impact est faible, et qu’il y a un champ électrique de ralentissement proche de l’échantillon, la mise en place du détecteur d’électrons secondaires dans l’espace entre la dernière lentille et l’échantillon pose de plus en plus de problèmes. Une solution consiste alors à disposer le détecteur à l’intérieur de la colonne. En effet, le champ électrique qui ralentit les électrons primaires, accélère les électrons secondaires. En anglais, ce type d’arrangement est connu sous le nom d’in-lens detector ou Through-The-Lens detector (détecteur TTL). En français, on pourrait dire « détecteur dans la colonne ».

### Détecteur d’électrons secondaires
Le détecteur d’électrons secondaires ou détecteur Everhart-Thornley a été développé dans le but d’améliorer le système de collection utilisé à l’origine par Vladimir Zworykin et qui était constitué d’un écran phosphorescent/photomultiplicateur. En 1960, deux étudiants de Charles Oatley, Thomas Eugene Everhart et R.F.M. Thornley, ont eu l’idée d’ajouter un guide d'onde entre cet écran phosphorescent et ce photomultiplicateur. Ce guide permettait un couplage entre le scintillateur et le photomultiplicateur, ce qui améliorait grandement les performances. Inventé il y a plus d’un demi-siècle, ce détecteur est aujourd’hui celui le plus fréquemment utilisé.

Détecteur Everhart-Thornley avec une tension positive

Détecteur Everhart-Thornley avec une tension négative

Un détecteur Everhart-Thornley est composé d’un scintillateur qui émet des photons sous l’impact d’électrons à haute énergie. Ces photons sont collectés par un guide d'onde et transportés vers un photomultiplicateur pour la détection. Le scintillateur est porté à une tension de plusieurs kilovolts afin de communiquer de l’énergie aux électrons secondaires détectés - il s’agit en fait d’un procédé d’amplification. Pour que ce potentiel ne perturbe pas les électrons incidents, il est nécessaire de disposer une grille, sorte de cage de Faraday, pour blinder le scintillateur. Dans le fonctionnement normal, la grille est polarisée à quelque + 200 volts par rapport à l’échantillon de façon à créer à la surface de l’échantillon un champ électrique suffisant pour drainer les électrons secondaires, mais assez faible pour ne pas créer d’aberrations sur le faisceau incident.
La polarisation du scintillateur à une tension élevée et le fort champ électrique qui en résulte est incompatible avec un MEB à faible vide : Il se produirait alors une ionisation de l’atmosphère de la chambre d’observation consécutive à l’effet Paschen.
Polarisée à 250 volts par rapport à l’échantillon (voir schéma de gauche), la grille attire une grande partie des électrons secondaires émis par l’échantillon sous l’impact du faisceau d’électrons primaire. C’est parce que le champ électrique généré par la cage de Faraday est fortement dissymétrique qu’on peut obtenir un effet de relief.
Lorsque la grille est polarisée négativement, typiquement à - 50 volts (voir schéma de droite), le détecteur repousse l’essentiel des électrons secondaires dont l’énergie initiale est souvent inférieure à 10 eV. Le détecteur Everhart-Thornley devient alors un détecteur d’électrons rétrodiffusés.

## Préparation de l’échantillon
La qualité des images obtenues en microscopie électronique à balayage dépend grandement de la qualité de l’échantillon analysé. Idéalement, celui-ci doit être absolument propre, si possible plat et doit conduire l’électricité afin de pouvoir évacuer les électrons. Il doit également être de dimensions relativement modestes, de l’ordre de 1 à 2 centimètres. Toutes ces conditions imposent donc un travail préalable de découpe et de polissage. Les échantillons isolants (échantillons biologiques, polymères, etc.) doivent en plus être métallisés, c’est-à-dire recouverts d’une fine couche de carbone ou d’or. Cependant cette couche métallique, du fait de son épaisseur, va empêcher la détection de détails très petits. On peut donc utiliser un faisceau d'électrons de plus basse énergie qui évitera de charger l'échantillon (et donc de perdre de la visibilité), la couche métallique ne sera alors plus nécessaire.
Des répliques synthétiques peuvent être réalisées pour éviter l'utilisation d'échantillons originaux lorsqu'ils ne sont pas adaptés ou disponibles pour l'examen au MEB en raison d'obstacles méthodologiques ou de problèmes juridiques. Cette technique est réalisée en deux étapes : (1) un moule de la surface d'origine est fabriqué en utilisant un élastomère dentaire à base de silicone, et (2) une réplique de la surface d'origine est obtenue en versant une résine synthétique dans le moule.

### Échantillons métalliques
Les échantillons métalliques nécessitent peu de préparation à l'exception du nettoyage et du montage[Information douteuse].

### Échantillons biologiques

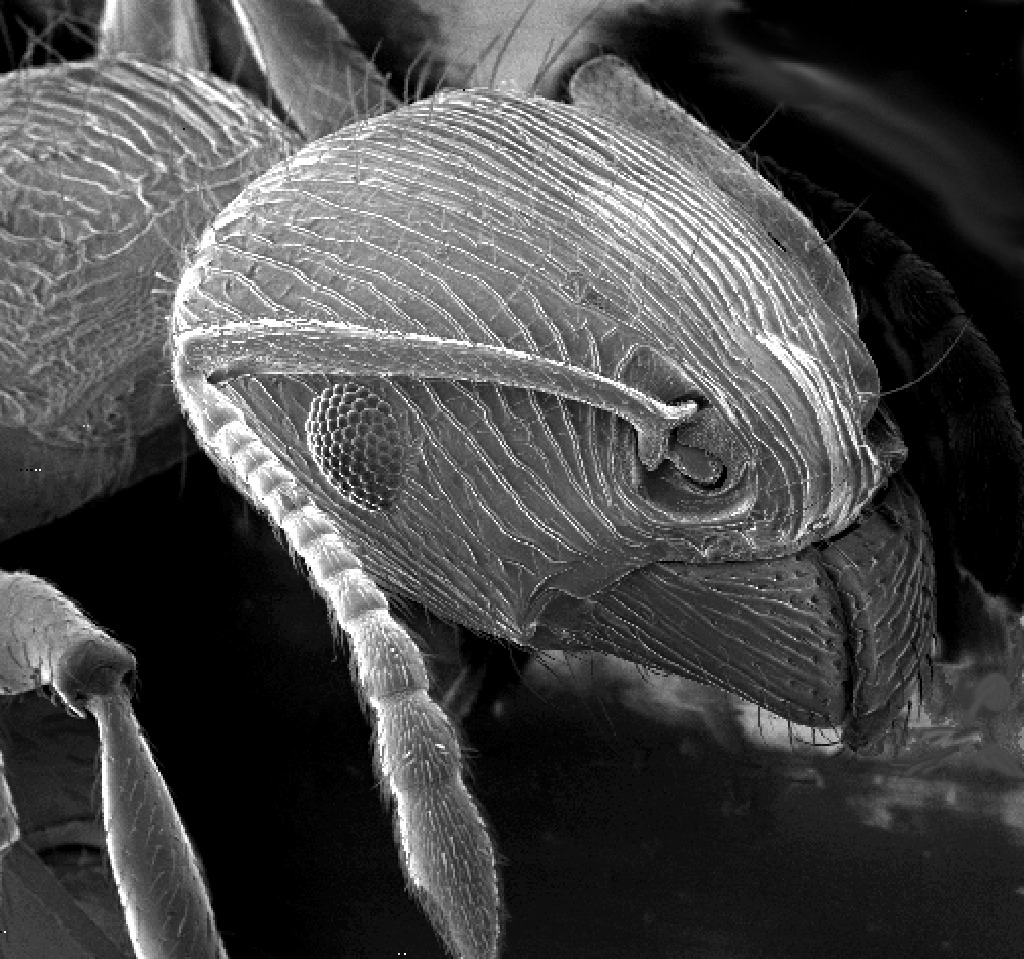
Tête de fourmi vue au MEB

Par nature, les échantillons biologiques contiennent de l’eau et sont plus ou moins mous. Ils nécessitent donc une préparation plus attentive qui vise à les déshydrater sans en détruire la paroi des cellules. De plus, comme tous les échantillons destinés à être observés dans un MEB, ceux-ci doivent être conducteurs. Pour cela, ils doivent donc subir une préparation spécifique en plusieurs étapes.
La première étape est une étape de fixation qui vise à tuer les cellules tout en s’efforçant d’en conserver les structures pour que l’on puisse observer l’échantillon dans un état aussi proche que possible de l’état vivant. La seconde étape consiste à extraire de l’échantillon les éléments destinés à l’observation. Il n’est pas rare de ne s’intéresser qu’à un organe ou à un élément précis du spécimen, par exemple, la surface d’un œil, un élytre, une écaille ou un poil d’un insecte. Il faut donc souvent isoler cette partie avant de la préparer pour l’observation. Il existe plusieurs techniques pour extraire ces parties. La plus simple étant une dissection manuelle ou la dissolution des parties molles et des chairs.
Une condition nécessaire à tous les échantillons mais plus particulièrement les échantillons biologiques est la propreté. La surface de l’échantillon biologique à étudier doit contenir le moins d’impuretés possible, pour permettre une netteté parfaite même avec des agrandissements importants. Pour cela, il existe trois principales techniques : le nettoyage manuel, mécanique ou chimique.
Les échantillons doivent être absolument secs et ne comporter aucune trace d’eau. En effet, la pression dans la chambre d’observation est très faible et les molécules d’eau contenues dans l’échantillon risqueraient de détruire les cellules en s’évaporant ou de polluer la chambre d’observation. Il existe également différentes méthodes pour y parvenir suivant la nature de l’échantillon biologique : séchage à l’air, par contournement du point critique ou par déshydratation chimique.
Une fois nettoyé, séché, rendu conducteur, l’échantillon est prêt à être monté sur le porte-objet est placé dans la chambre d’observation.

## Différents types d’imageries
Un microscope électronique à balayage peut avoir plusieurs modes de fonctionnement suivant les particules analysées.

### Imagerie en électrons secondaires

Détecteur d’électrons secondaires (GSE, secondary electrons)

Dans le mode le plus courant, un détecteur d’électrons transcrit le flux d’électrons en une luminosité sur un écran de type télévision. En balayant la surface, on relève les variations de contraste qui donnent une image de la surface avec un effet de relief. La couleur (noir et blanc) sur la micrographie obtenue est une reconstruction par un système électronique et n’a rien à voir avec la couleur de l’objet.
La détection des électrons secondaires est le mode classique d’observation de la morphologie de la surface. Les électrons secondaires captés proviennent d’un volume étroit (environ 10 nm). De fait, la zone de réémission fait à peu près le même diamètre que le faisceau. La résolution du microscope est donc le diamètre du faisceau, soit environ 10 nm. Une grille placée devant le détecteur d’électrons, polarisée positivement (200-400 V), attire les électrons. De cette manière, la majorité des électrons secondaires sont détectés alors que les électrons rétrodiffusés, qui ont une énergie plus élevée, ne sont quasiment pas déviés par le champ électrique produit par la grille du collecteur. La quantité d’électrons secondaires produite ne dépend pas de la nature chimique de l’échantillon, mais de l’angle d’incidence du faisceau primaire avec la surface : plus l’incidence est rasante, plus le volume excité est grand, donc plus la production d’électrons secondaires est importante, d’où un effet de contraste topographique (une pente apparaît plus « lumineuse » qu’un plat). Cet effet est renforcé par le fait que le détecteur est situé sur le côté ; les électrons provenant des faces situées « dos » au détecteur sont réfléchis par la surface et arrivent donc en plus petite quantité au détecteur, créant un effet d’ombre.

### Imagerie en électrons rétrodiffusés

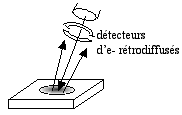
Détecteur d’électrons rétrodiffusés (BSE, backscattered electrons)

Les électrons rétrodiffusés proviennent d’un volume plus important ; le volume d’émission fait donc plusieurs fois la taille du faisceau. La résolution spatiale du microscope en électrons rétrodiffusés est d’environ 100 nm. Les électrons rétrodiffusés traversent une épaisseur importante de matière avant de ressortir (de l’ordre de 450 nm). La quantité d’électrons capturés par les atomes rencontrés et donc la quantité d’électrons rétrodiffusés qui ressortent dépend de la nature chimique des couches traversées. Le taux d’émission électronique augmente avec le numéro atomique. On obtient donc un contraste chimique, les zones contenant des atomes légers (Z faible) apparaissant en plus sombre.
Le contraste topographique obtenu dépendra essentiellement du type de détecteur et de sa position. Dans le cas d'un détecteur annulaire placé dans l'axe du faisceau primaire, au-dessus de l'échantillon, les électrons rétrodiffusés seront redirigés vers le haut de la colonne : le taux d’émission dépend peu du relief, l’image apparaît donc « plate ».
Dans le cas d'un détecteur en position latérale (Everhart-Thornley polarisé négativement), les électrons rétrodiffusés émis par les faces "cachées" illuminées par le faisceau ne peuvent atteindre le détecteur, en raison de l'absence de déviation opérée par ce dernier sur ces électrons ayant une grande énergie cinétique : il en résulte une image avec des ombres portées très marquées.

### Imagerie en diffraction d’électrons rétrodiffusés
Pour des articles détaillés, voir Diffraction d’électrons rétrodiffusés et Théorie de la diffraction sur un cristal

Principe de l’EBSD

Comme toute particule élémentaire, les électrons ont un comportement corpusculaire et ondulatoire. Ce mode d’imagerie en diffraction d’électrons rétrodiffusés (plus connu sous le nom de EBSD pour Electron BackScatter Diffraction en anglais) utilise la propriété ondulatoire des électrons et leur capacité à diffracter sur un réseau cristallographique. Elle est particulièrement efficace pour caractériser la microstructure des matériaux polycristallins. Elle permet de déterminer l’orientation des différents grains dans un matériau polycristallin et l’identification des phases d’une cristallite dont la composition a préalablement été faite par spectrométrie X.
Couplé à un capteur CCD, le détecteur EBSD est composé d’un écran phosphorescent qui se trouve directement dans la chambre d’analyse du microscope. L’échantillon est incliné en direction du détecteur et l’angle par rapport au faisceau d’électrons primaires est de l’ordre de 70°. Lorsque les électrons viennent frapper la surface de l’échantillon, ils la pénètrent sur une certaine profondeur et sont diffractés par les plans cristallographiques selon un angle {\displaystyle \theta _{B}} dont la valeur est donnée par la loi de Bragg :
{\displaystyle 2d_{hkl}\sin \theta _{B}=n\cdot \lambda }.

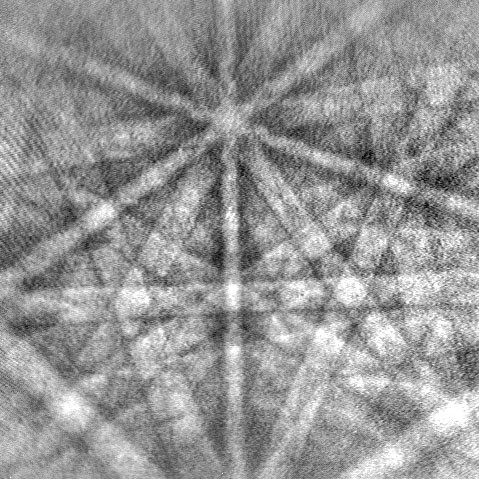
Cliché de diffraction obtenu par EBSD

{\displaystyle d_{hkl}} représente la distance interréticulaire, {\displaystyle \lambda } la longueur d’onde et le nombre entier {\displaystyle n} l’ordre de diffraction.
La diffraction se fait sur 360° et chaque plan diffractant crée un « cône de diffraction » dont le sommet se situe au point d’impact du faisceau d’électrons primaires. Il existe donc autant de cônes de diffraction que de plans diffractants. L’espacement entre ces différents cônes est, par l’intermédiaire de la loi de Bragg, relié à la distance entre les plans cristallins.
L’inclinaison de l’échantillon et la position de l’écran phosphorescent sont telles que ces cônes viennent frapper l’écran. Les électrons font scintiller l’écran phosphorescent et peuvent être détectés par la caméra CCD. Sur l’écran, ces portions de cônes tronqués apparaissent sous la forme de lignes. Le cliché de diffraction que l’on obtient est une superposition de bandes sombres alternées avec des bandes de plus forte intensité que l’on appelle lignes de Kikuchi. Ces lignes, leurs divers points d’intersection et leurs espacements, peuvent être, en connaissant la distance de l’écran à l’échantillon, convertis en angles et l’on peut ainsi déterminer les paramètres de maille.
Avec cette méthode et du fait de la grande inclinaison de l’échantillon, la résolution spatiale est très asymétrique : de l’ordre de 1 µm latéralement mais de l’ordre de 50 à 70 µm longitudinalement.

### Imagerie en courant d’échantillon

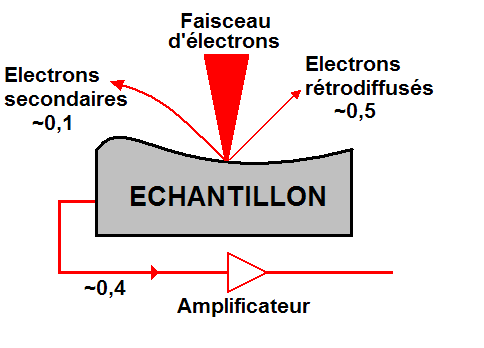
Principe du courant d’échantillon

Le principe de l’imagerie en courant d’échantillon (en anglais EBIC pour Electron Beam Induced Current ou Courant Induit par un Faisceau Électronique) est différent des précédents modes de fonctionnement car il n’est pas basé sur une analyse des particules éventuellement réémises par la matière mais sur une mesure du courant transmis par l’échantillon. Lorsqu’un échantillon est bombardé par un certain flux d’électrons incidents, environ 50 % de ces éléments sont réémis sous forme d’électrons rétrodiffusés et 10 % sous forme d’électrons secondaires. Le reste du flux d’électrons se propage à travers l’échantillon jusqu’à la terre. En isolant l’échantillon on peut canaliser ce courant et en l’amplifiant, on peut l’utiliser pour créer une image de la structure de l’échantillon : c’est le principe de l’imagerie en courant d’échantillon.

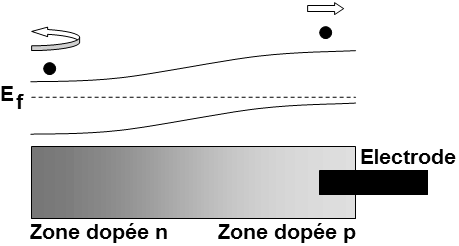
Courant d’échantillon d’une jonction P-N

Le courant induit au sein de l’échantillon est particulièrement sensible à un éventuel champ électrique. La technique par courant d’échantillon est principalement utilisée pour représenter des régions où le potentiel électrique varie. La différence de dopage au sein d’une jonction p-n entre la zone dopée n et la zone dopée p induit une polarisation. Cette technique est particulièrement utilisée pour étudier les jonctions p-n des semi-conducteurs où la conductivité électrique varie en fonction du dopage. Lorsque le faisceau d’électrons se situe sur la zone dopée n, le courant transmis est faible alors que lorsqu’il se trouve sur la zone dopée p, les électrons se propagent plus facilement et la zone apparaît en plus clair.
En dehors de cet exemple des jonctions p-n, l’imagerie en courant d’électrons est particulièrement adaptée pour repérer des défauts (par exemple un défaut ponctuel) d’un réseau cristallin qui apparaissent alors sous la forme de points ou de lignes noirs, une hétérogénéité de dopage.

### Imagerie chimique élémentaire par spectrométrie de rayons X
L’énergie des rayons X émis lors de la désexcitation des atomes dépend de leur nature chimique (ce sont les raies caractéristiques). En analysant le spectre des rayons X, on peut avoir une analyse élémentaire, c’est-à-dire savoir quels types d’atomes sont présents. Le faisceau balayant l’écran, on peut même dresser une cartographie chimique, avec toutefois une résolution très inférieure à l’image en électrons secondaires (de l’ordre de 3 μm).
L’analyse peut se faire par dispersion de longueur d’onde (WDS, wavelength dispersive spectroscopy), c’est le principe de la microsonde de Castaing inventée en 1951 par Raimond Castaing, ou par sélection d’énergie (EDS, energy dispersive spectroscopy).
La technique utilisant les longueurs d’onde est plus précise et permet des analyses quantitatives alors que celle utilisant l’énergie est plus rapide et moins coûteuse.
En dispersion d’énergie la détection des photons X est réalisée par un détecteur constitué d’une diode de cristal de silicium dopé en lithium en surface ou d'un cristal de germanium.
Ce cristal est maintenu à la température de l’azote liquide pour minimiser le bruit électronique, et ainsi améliorer la résolution en énergie et donc la résolution spectrale. Le détecteur est protégé par une fenêtre en béryllium pour éviter son givrage lors d’un contact avec l’air ambiant.

## Mesure sous vide partiel, microscope environnemental (ESEM)
Si un échantillon est peu conducteur (par exemple le verre ou les plastiques), des électrons s’accumulent sur la surface et ne sont pas évacués ; cela provoque une surbrillance qui gêne l’observation. On dit alors que l’échantillon charge. Il peut être alors intéressant de fonctionner avec un vide partiel, c’est-à-dire une pression de quelques Pa à quelques milliers de Pa (contre 10-3 à 10−4 Pa en conditions habituelles), avec une intensité de faisceau moins forte. Les électrons accumulés sur l’échantillon sont neutralisés par les charges positives de gaz (azote principalement) engendrés par le faisceau incident. L’observation est alors possible par le détecteur d’électrons rétrodiffusés qui reste fonctionnel dans ce mode de pression contrôlée, contrairement au détecteur d'électrons secondaires du type Everheart-Thornley. Le signal provenant des électrons secondaires est formé grâce à des procédés propres à chaque constructeur de microscope.
L’analyse X dans ce mode reste possible.
Depuis les années 1980, le microscope environnemental connu aussi par l'acronyme ESEM (environmental scanning electron microscope) est caractérisé par un vide de la chambre objet de plusieurs kiloPascals, ce qui permet l'observation d'échantillons hydratés où l'eau est maintenue en phase liquide au-dessus de 0 °C.

## MEB et couleur
Les MEB ne produisent pas naturellement des images en couleur, car chaque pixel d'une image représente un nombre d'électrons reçu par un détecteur durant le laps de temps où le faisceau d'électrons est envoyé à la position que ce pixel représente.
Ce nombre unique est traduit pour chaque pixel, par un niveau de gris, ce qui forme une image "noir et blanc" Cependant, plusieurs méthodes sont utilisées pour obtenir des images en couleur qui favorisent la vision et l'interprétation humaines.

### Fausse couleur obtenue avec un seul détecteur
- Pour les images de composition obtenues sur des surfaces plates (typiquement, image en électrons rétrodiffusés ou "BSE") :
La façon la plus simple d'obtenir de la couleur est d'associer à ce nombre unique codant chaque pixel une couleur arbitraire au moyen d'une palette de fausse couleur (chaque niveau de gris est ainsi remplacé par une couleur choisie, plus facile à discerner). Sur une image BSE, une fausse couleur peut ainsi constituer une aide précieuse pour aider à différencier les phases présentes dans un matériau.
- Sur les images de texture de surface :
Un échantillon observé avec un faisceau incliné peut être utilisé pour créer une topographie approximative (voir rubrique MEB en 3D). Cette topographie peut alors servir de base à un algorithme classique de rendu 3D pour créer un effet plus naturel et colorisé de la texture de la surface.

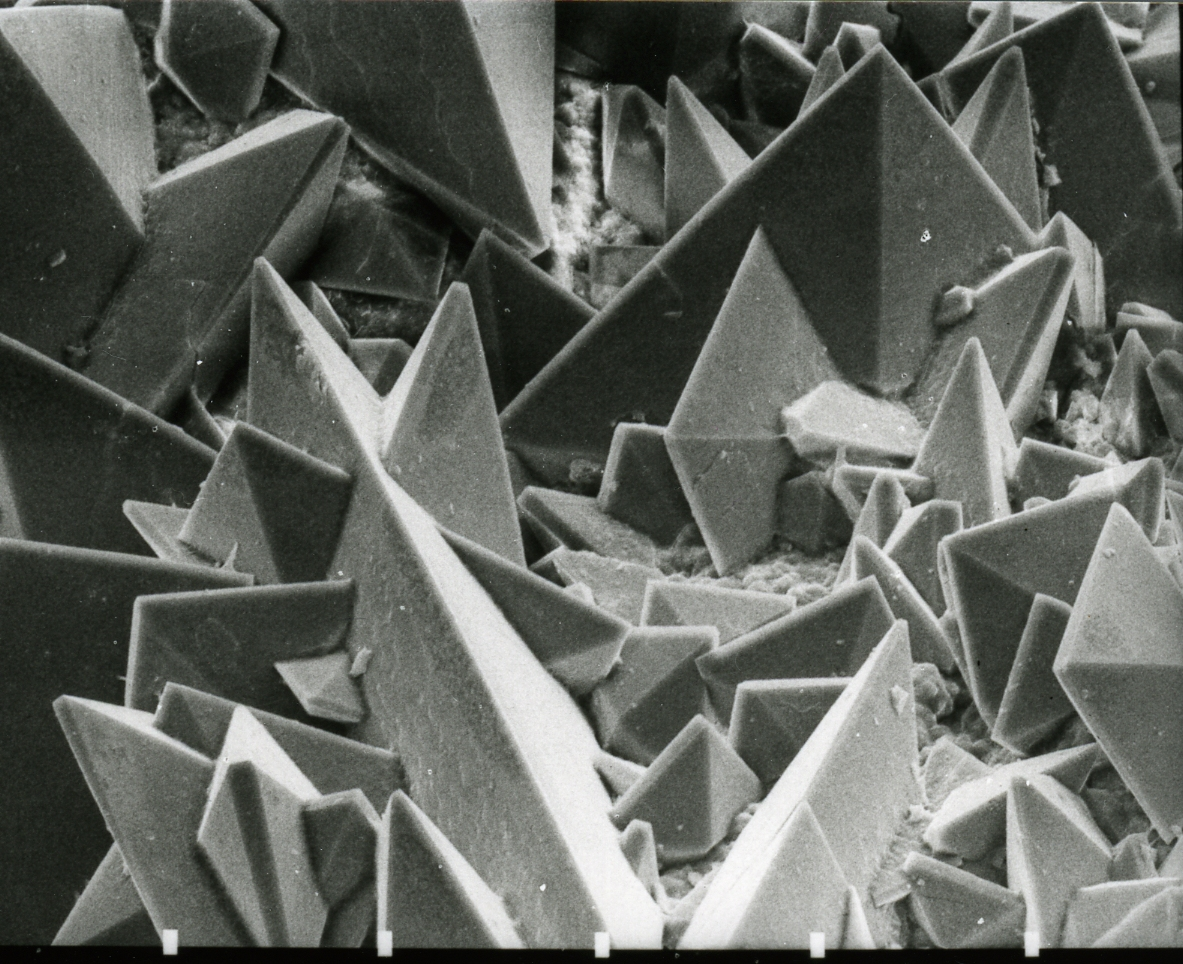
Cristaux de weddellite (oxalate de calcium dihydraté) sur la surface d'un calcul rénal. Image de microscopie électronique à balayage (MEB), surface dans la réalité = 0,35 × 0,45 mm.
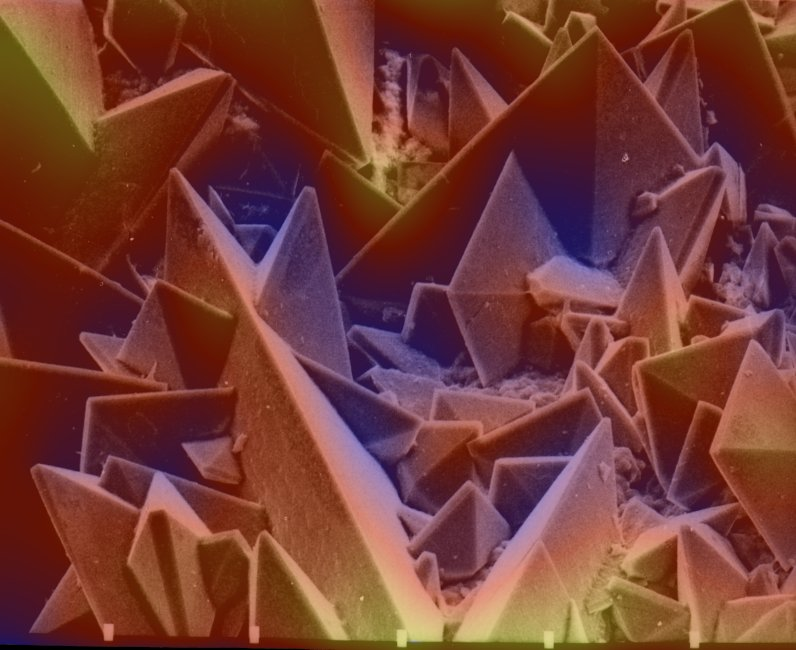
La même après colorisation issue de l'évaluation de la topographie
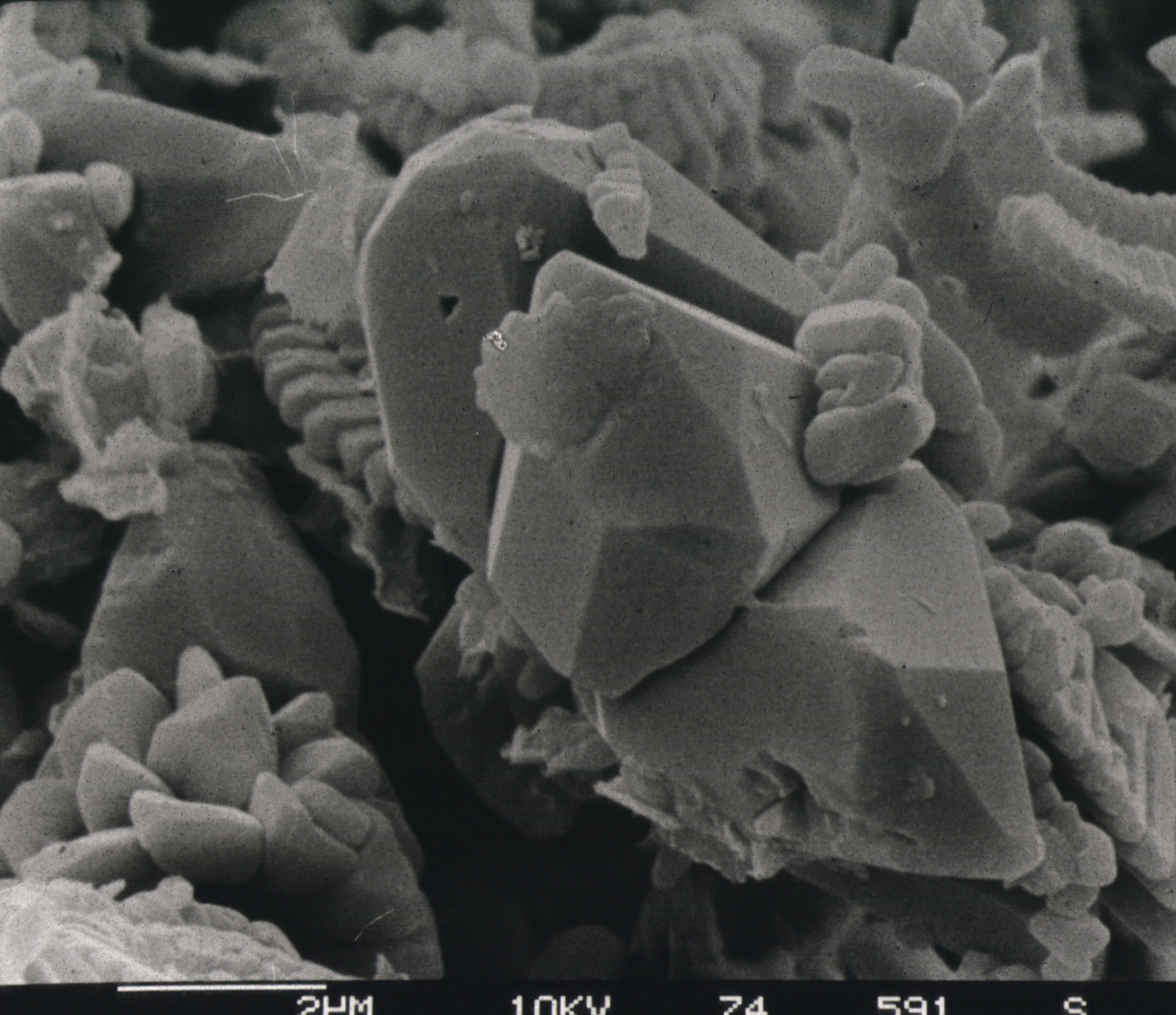
image MEB de discoaster (algue du Pléistocène).
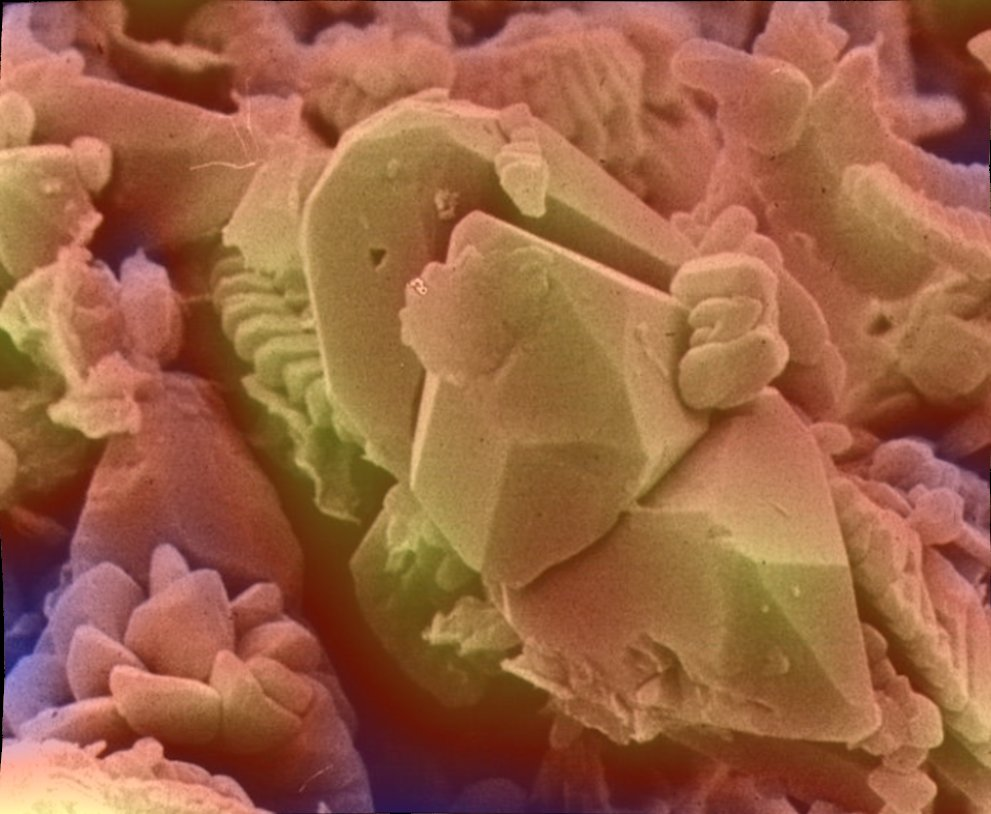
La même après même procédé de colorisation.

### Colorisation d'images MEB
Souvent, les images MEB publiées sont colorisées, pour des raisons esthétiques, mais aussi pour apporter une apparence plus réaliste à l'échantillon ou pour favoriser son interprétation par la vision humaine,
La colorisation est une opération manuelle effectuée à l'aide de logiciels de retouche d'image, ou de manière semi-automatique à l'aide de logiciels dédiés utilisant une segmentation d'image permettant d'isoler les objets,.

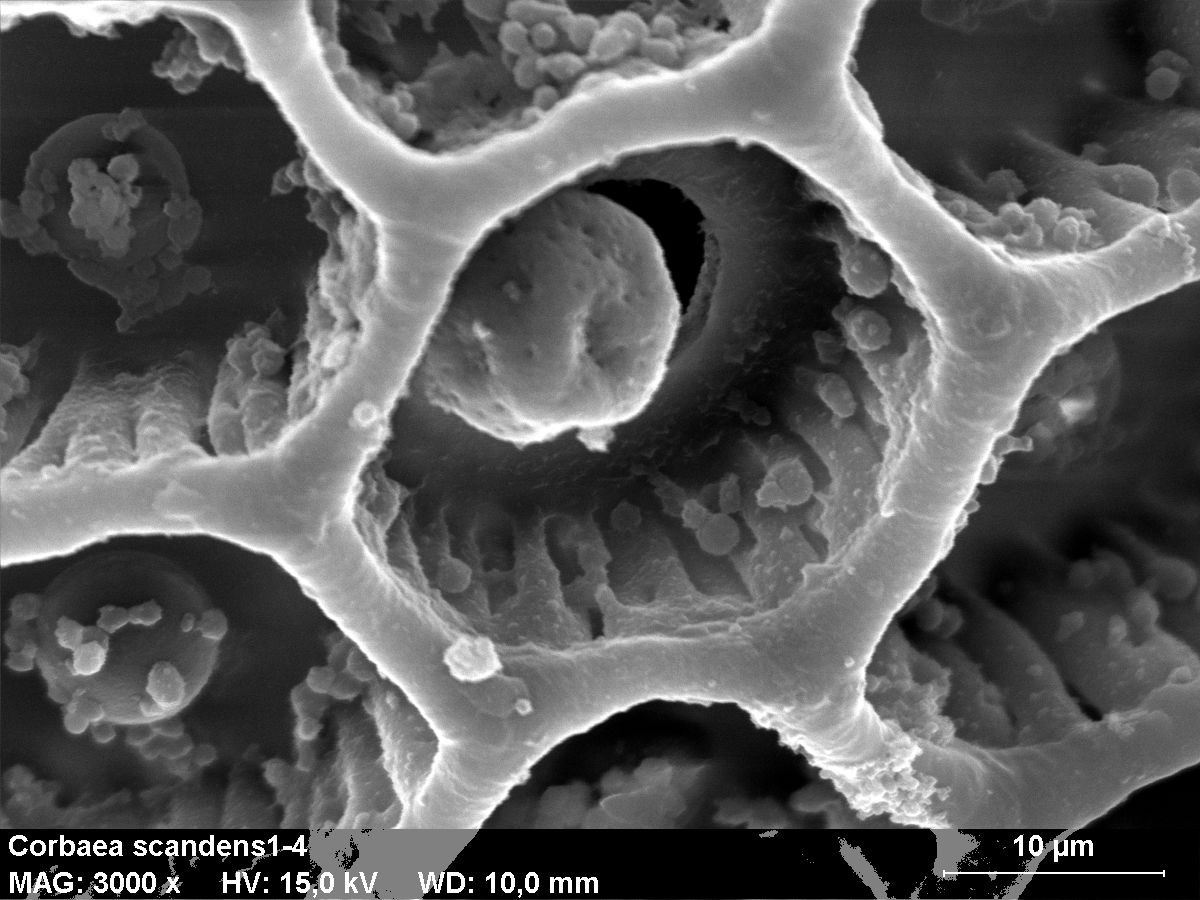
Image MEB de pollen d'une fleur de cobée grimpante
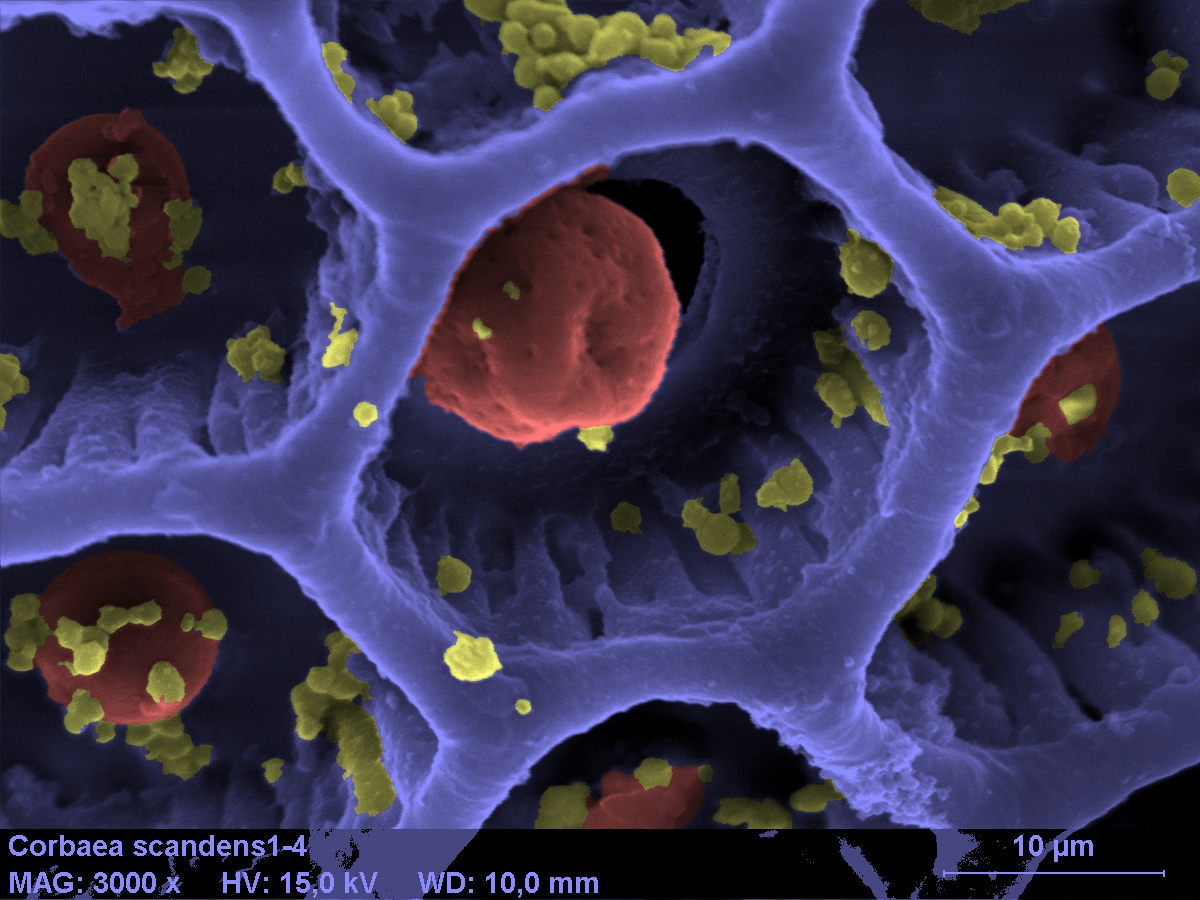
La même après colorisation semi-automatique. Les couleurs arbitraires aident à identifier les différents éléments de la structure
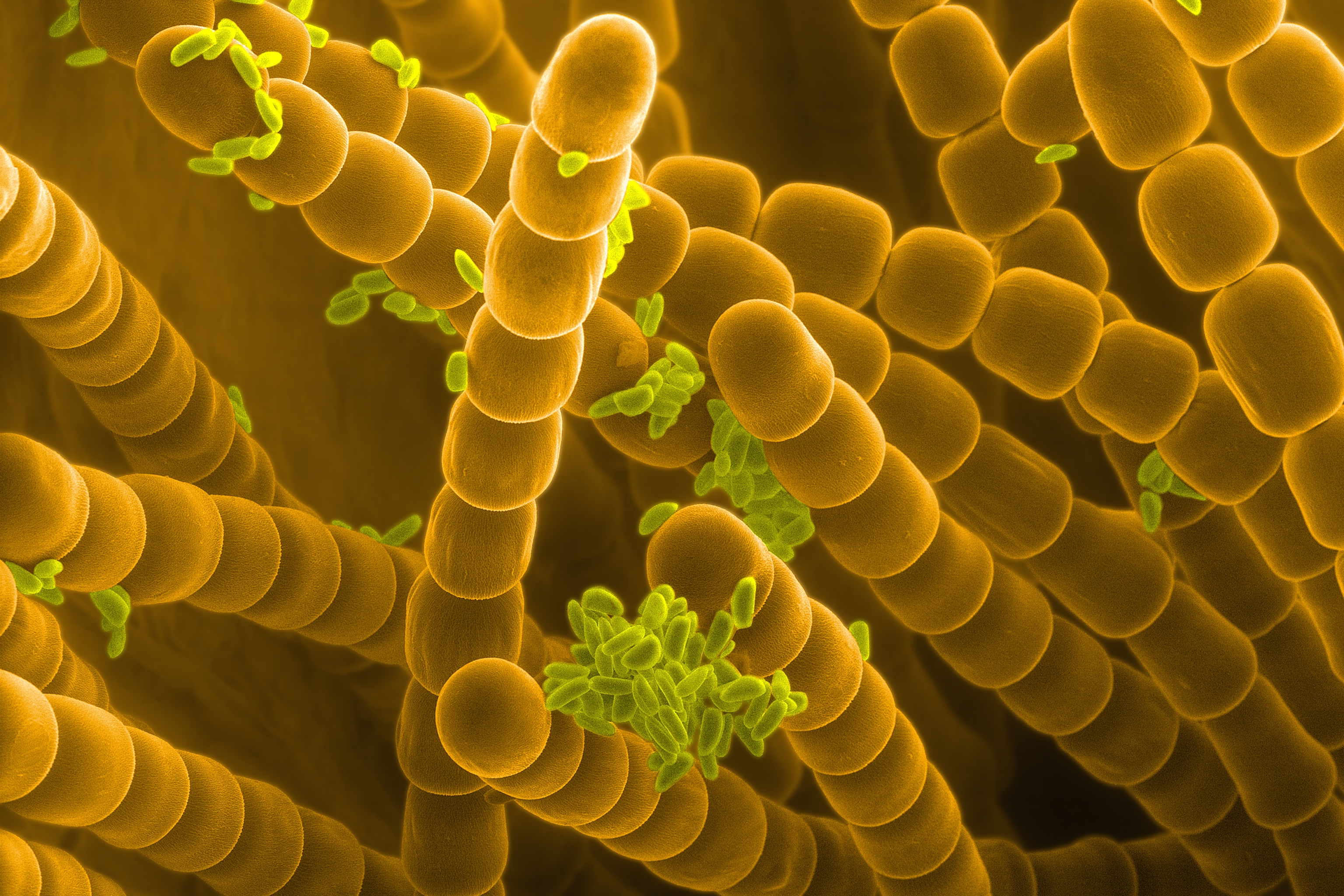
Image SEM colorisée de pollen et d'étamine de Tradescantia

### Couleur obtenue à l'aide de détecteurs multiples
Dans certaines configurations, on peut recueillir plus d'un signal par pixel, le plus souvent en utilisant plusieurs détecteurs.
Un exemple assez courant est la composition d'une image à partir d'un détecteur d'électrons secondaires (SE) et d'un détecteur d'électrons rétrodiffusés (BSE). Une couleur différente est associée à chacun des détecteurs,, le résultat étant une image montrant à la fois la texture (visible dans l'image des électrons secondaires) et la composition (visible sous la forme d'une densité de nucléons dans l'image des électrons rétro-diffusés). Cette méthode est connue sous le nom de "DDC-SEM" (density-dependent colour SEM),.

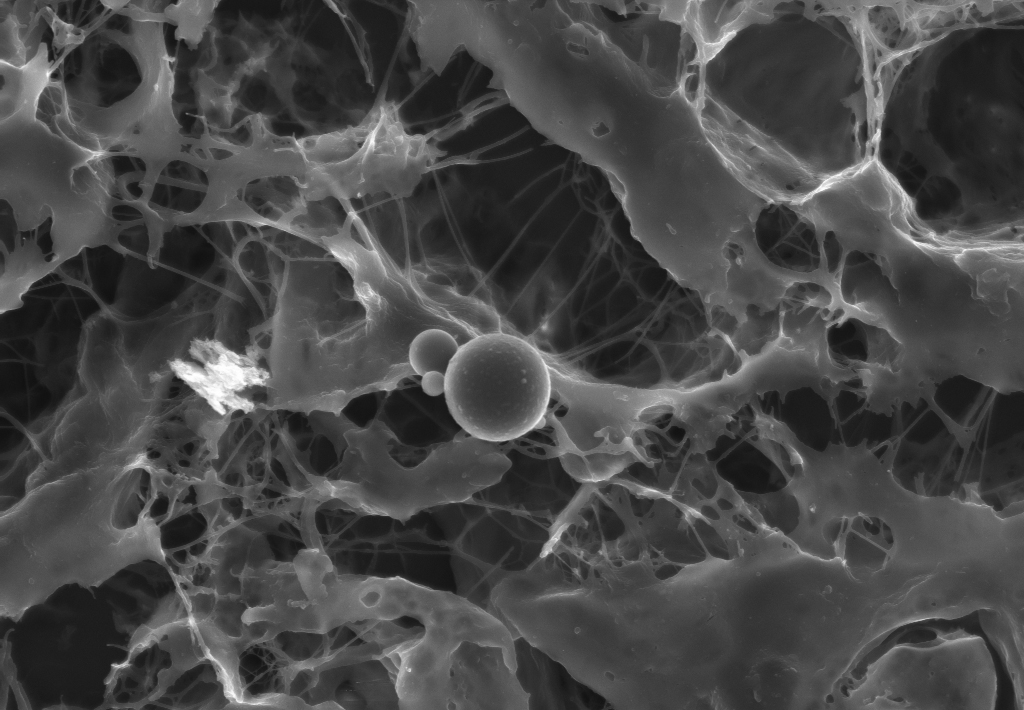
image DDC-SEM d'une particule calcifiée dans le tissu cardiaque - Signal 1 : SE
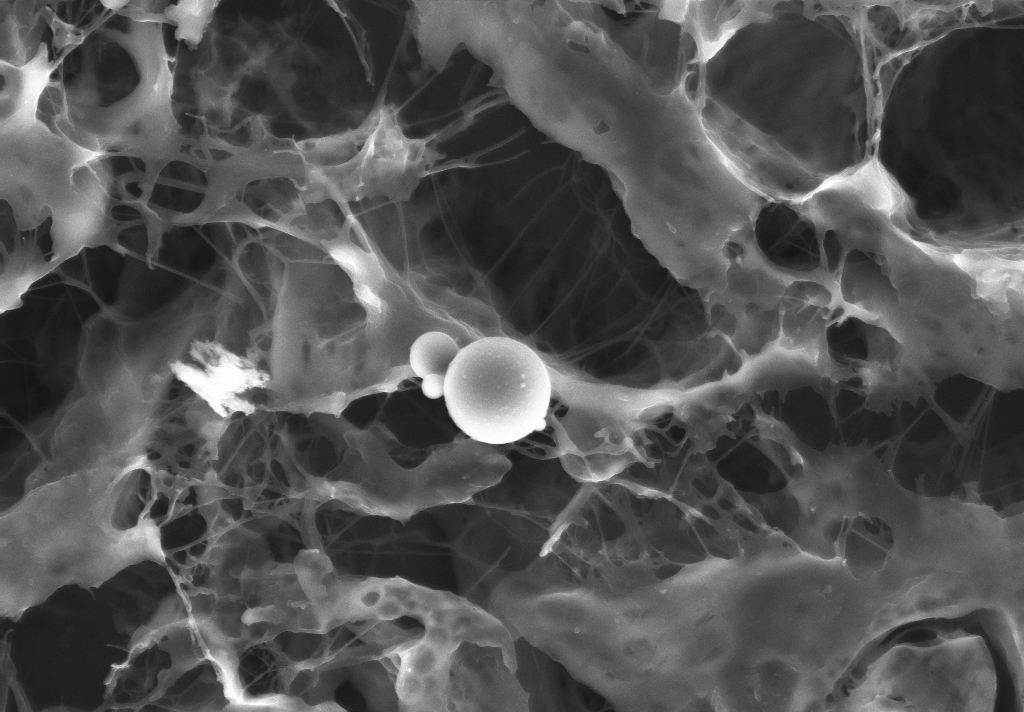
Signal 2 : BSE
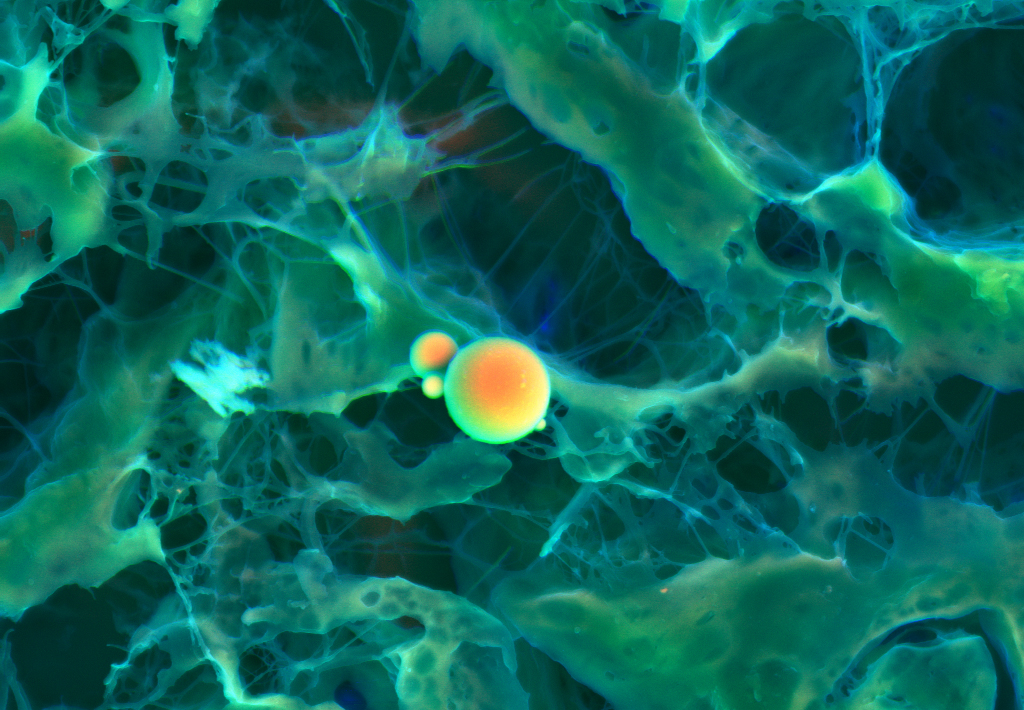
Image colorisée obtenue à partir des deux premières. Cette image DDC-SEM montre en orange une calcification, plus dense, (particule sphérique de phosphate de calcium), et en vert, la matrice extra-cellulaire, moins dense.
Image de moindre grossissement issue des mêmes travaux sur les tissus cardiovasculaires humains[41]

### Signaux analytiques issus de photons secondaires
Il y a plusieurs interactions des électrons du canon du microscope avec la matière capables de produire des photons. On utilise en particulier l'analyse dispersive en énergie de rayons X pour la détection d'éléments chimiques, et la cathodoluminescence qui permet une analyse spectrale de la luminescence induite par les électrons. En microscopie électronique, il est courant de coder par la couleur ces signaux supplémentaires pour les rendre visibles, ce qui rend observable la distribution dans l'échantillon des différents composants. Il est possible d'aller plus loin en mariant également cette image colorisée de la composition avec une image des électrons secondaires (SE), ce qui permet de colocaliser sur une seule image la composition et la structure.

## MEB et images 3D
Le microscope électronique à balayage permet de connaître l'échelle horizontale des images, mais pas naturellement leur échelle verticale : contrairement à d'autres microscopes comme le microscope à force atomique, le microscope électronique à balayage n'est pas nativement un instrument de topographie.[réf. souhaitée]
Toutefois, l'arrivée de l'informatique a permis d'utiliser des artifices permettant de créer des images tridimensionnelles. Parmi les méthodes ci-dessous, les deux premières sont les plus utilisées :
- En réalisant successivement deux images de l'échantillon avec un angle différent, le relief peut être reconstitué par une méthode photogrammétrique :

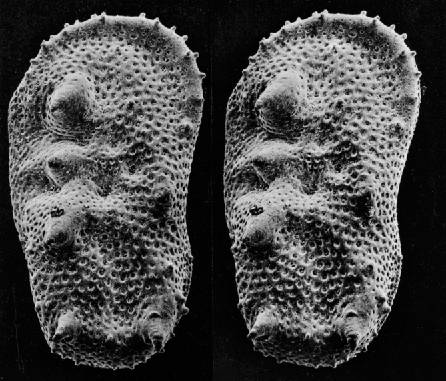
Paire stéréo d'images MEB de microfossiles d'Ostracoda obtenue en inclinant l'échantillon entre les deux images.
À partir de cette paire stéréo, la troisième dimension a été reconstruite par photogrammétrie à l'aide du logiciel MountainsMap SEM ; une succession de représentations 3D à différents angles a ensuite été réalisée et assemblée pour former cette animation au sein d'une image GIF.

- En utilisant un détecteur à quatre quadrants, il est possible de reconstituer une image en relief par une analyse de la réflexion différentielle (méthode dite "shape from shading"), dans la mesure où les pentes restent raisonnables : les pentes verticales et les surplombs sont ignorés, de sorte que si une sphère entière est posée sur une surface plane, seule son hémisphère supérieure en émergera après reconstruction 3D.[réf. souhaitée]
- La même méthode peut également être utilisée avec une seule image pour produire un pseudo-3D non métrologique si l'incidence des électrons est suffisamment rasante par rapport à une surface relativement plane :

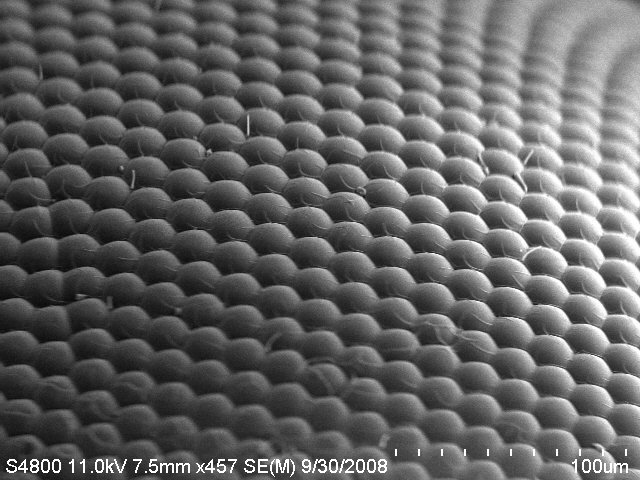
image MEB d'un œil de mouche avec un grossissement x 450.
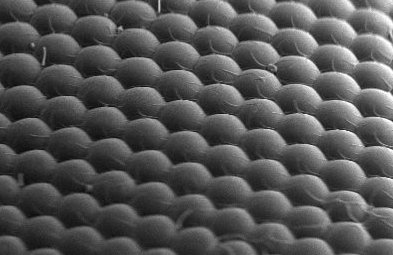
Détail de l'image précédente.
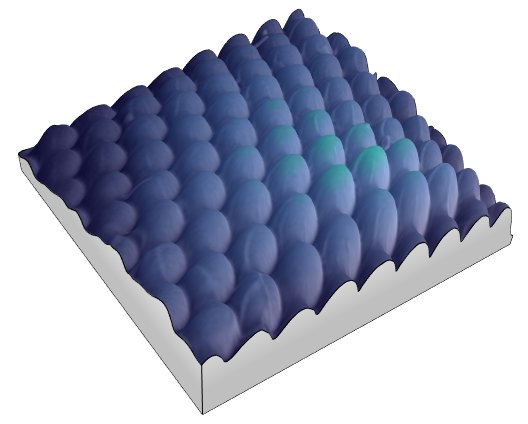
reconstruction 3D à partir de cette seule image SEM, à l'aide d'algorithmes "Shape from shading".
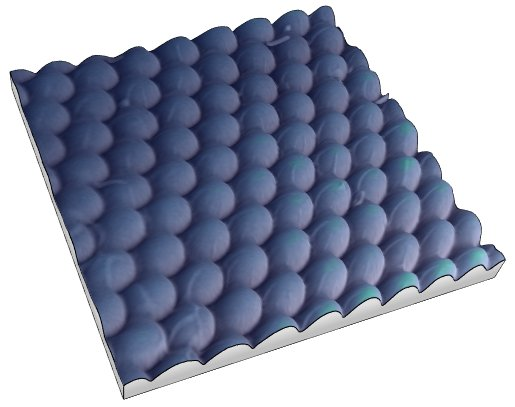
Même procédé, mais après homogénéisation de l'éclairage par logiciel

Certains constructeurs de microscopes proposent directement des outils pour la reconstruction topographique, et il existe également des logiciels commerciaux spécialisés qui sont compatibles avec les différents instruments du marché[réf. souhaitée].
Les applications de la reconstruction 3D du relief sont par exemple la connaissance de la rugosité (adhérence), de la surface développée (aire utile à la réaction chimique, en ratio de l'aire horizontale projetée), la mesure dimensionnelle des MEMS, ou plus simplement l'intérêt en termes de visualisation 3D (pouvoir tourner la surface a posteriori pour changer l'angle de vue)[réf. souhaitée].

## Applications

### Microélectronique, technologie des semiconducteurs et microfabrication

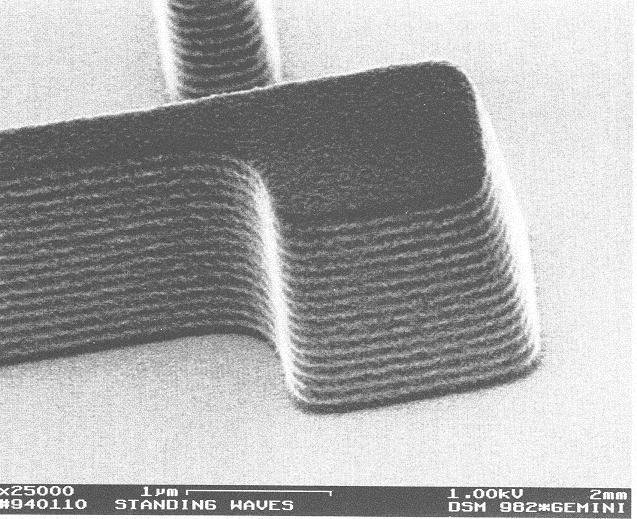
Images de MEB à faible énergie (1 kV) : Cette photo de 1995 montre une ligne de photorésine de 120 nm de large et 1 µm de haut. On voit, sur les flancs de la photorésine, l'effet des ondes stationnaires du rayonnement UV utilisé pour l’exposition de la résine.
Le MEB est un DSM 982 de chez Zeiss, équipé d’une colonne Gemini

La mise sur le marché des microscopes électroniques à balayage est à peu près contemporaine de l’envol de l’industrie des semi-conducteurs. C’est dans ce domaine d’activité que le MEB s’est répandu le plus massivement, étant reconnu comme un outil précieux dans la mise au point des procédés de fabrication des dispositifs dont l’élément caractéristique, la grille de transistor est passée d’une largeur typique de quelques micromètres à la fin des années 1960 à moins de 100 nanomètres au XXIe siècle. Non seulement le MEB a permis de voir au-delà des limites du microscope optique, mais la vision en relief s’est avérée très pratique pour l’aide à la microfabrication où il est souvent important de contrôler la verticalité des couches déposées ou des couches gravées. Voir, par exemple, sur la figure ci-contre, une image de MEB d’un motif de photorésine gravée.
Très populaire dans les laboratoires de recherche et développement, le MEB est également devenu un outil très répandu dans les unités de production, en tant qu’outil de contrôle industriel. La chambre d’analyse doit alors pouvoir accepter des tranches de silicium ((en) wafer) entières, c’est-à-dire dont le diamètre est, en 2006, de 200 mm ou 300 mm. On a même donné un nom particulier aux appareils qui effectuent du contrôle dimensionnel, c’est-à-dire, qui vérifient la largeur d’une ligne. En anglais, on les appelle des CD-SEM. Ces appareils sont entièrement automatisés : ils ne produisent pas d’images à proprement parler : le calculateur de contrôle amène un motif de test exactement sur l’axe du faisceau qui est alors balayé dans une seule direction. Le signal du détecteur d’électrons secondaires est enregistré et analysé pour générer la largeur mesurée. Si celle-ci est en dehors du gabarit donné, l’alerte est donnée, et la tranche de silicium, considérée comme mauvaise, peut être rejetée.
Une autre application des MEB dans les unités de production de semiconducteurs est la caractérisation de microparticules qui contaminent la surface des tranches : le but est d’identifier la cause de la contamination afin de la supprimer. La particule dont la taille peut varier de 100 nm à 1 µm a été détectée par une machine d’inspection spécialisée qui communique les coordonnées de la particule au MEB d’analyse. Celui-ci est alors utilisé à la fois dans le mode imagerie, pour produire une image de la particule à fort grossissement et en microsonde de Castaing, ce qui implique que le MEB soit équipé d’un spectromètre X. L’image peut aider à l’identification de la particule, mais c’est surtout la caractérisation chimique résultant de l’analyse en longueur d’onde des rayons X qui donnera une piste permettant de remonter à la cause de la contamination.
La sonde électronique d’un MEB peut être utilisée non pas pour observer, mais pour écrire et fabriquer. Il s’agit alors de lithographie à faisceau d’électrons.

### Science des matériaux
Les MEB utilisés en métallographie sont généralement équipés d’un spectromètre X qui permet leur utilisation en microsonde de Castaing. Ce sont des outils très communément répandus pour la caractérisation microstructurale des matériaux qui permettent d’obtenir à la fois des renseignements relatifs à la morphologie et à la répartition des constituants, et des informations cristallographiques et compositionnelles.
Pour obtenir certaines figures de diffraction (peudo-Kikuchi, Kossel), on est amené à pervertir le système de balayage de l’instrument : au lieu de générer un balayage en mode rectangulaire, on excite des bobines de déflexion de façon à faire pivoter le faisceau de plusieurs degrés autour d’un point fixe de l’échantillon. L’image générée est alors une figure de diffraction correspondant à une zone de l’échantillon de quelques micromètres.
Les MEB sont utilisés pour étudier la morphologie de surface des nanomatériaux, qui ont des longueurs allant de 0,2 à 100 nm. On les utilise aussi pour mesurer la dispersion des particules non organiques au sein de polymères, ce qui influence leurs propriétés.

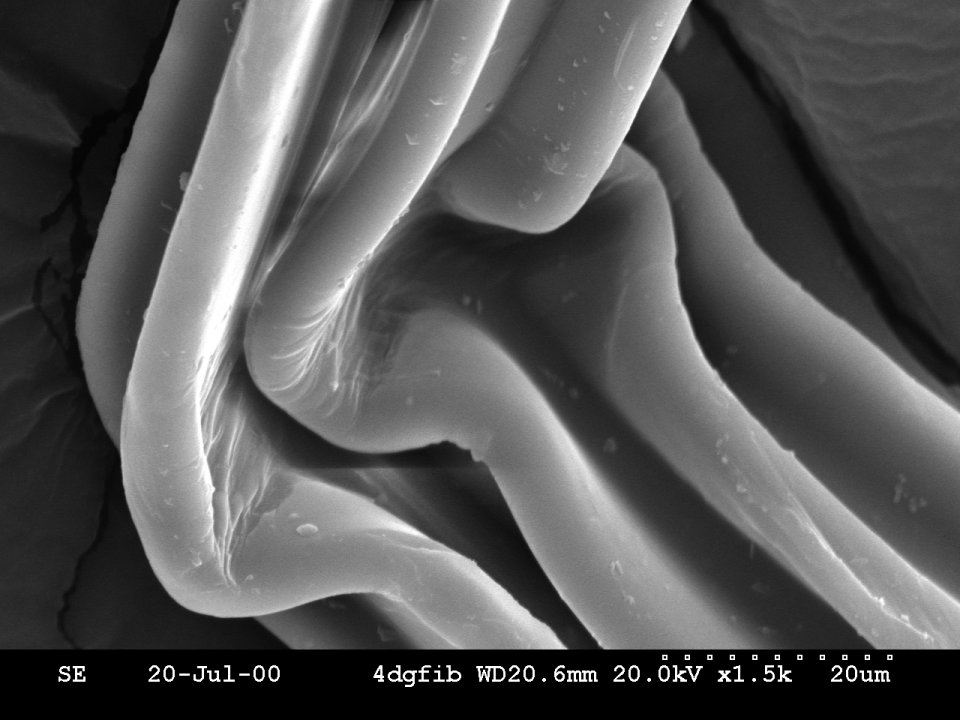
Fibres de polyester observées au MEB
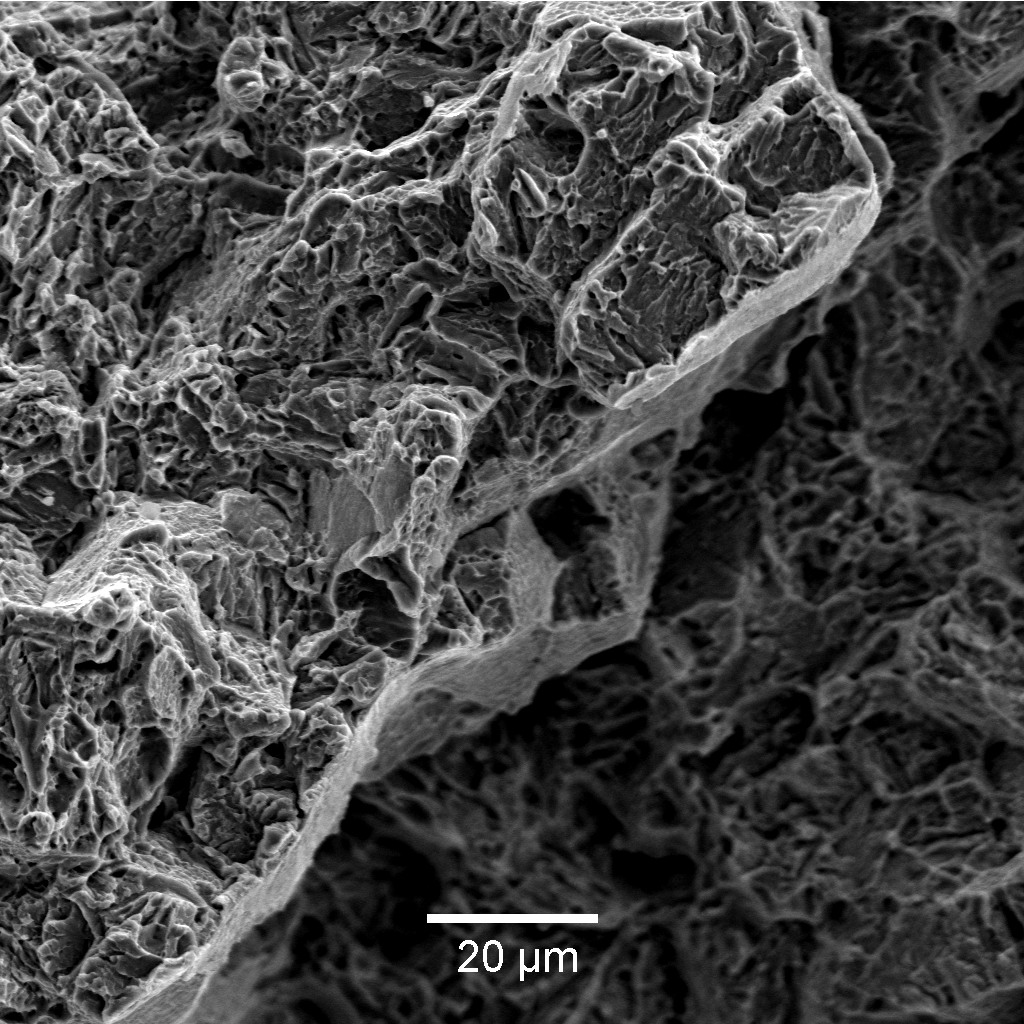
Surface de fracture d’un acier bainitique

### Pétrographie
Le MEB est largement utilisé dans les différentes branches de la géologie pour aider à l'identification des différentes phases minéralogiques. La pétrographie automatisée par MEB (QEMSCAN) représente une des grandes avancées récentes de la pétrographie mais reste cependant limitée par l'impossibilité de différencier les minéraux polymorphes.

Image MEB d'un grain de rhyolite dans un grès
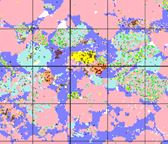
Image QEMSCAN d'un grès fluviatile, grille=500 µm

### Biologie
Le MEB est moins utilisé que les microscopes électroniques en transmission (MET) pour l'étude des virus et des bactéries, car traditionnellement sa résolution était plus faible. Cependant, le développement de MEB à haute résolution dans les années 2000, dont l'utilisation est moins contraignante et moins chère que les MET, lui a redonné un avantage.
Les microscopes électroniques ne fonctionnent qu'à de fortes concentrations de microbes (de l'ordre du million de particules par millilitre), mais l'utilisation de filtres permet de réduire ces concentrations à 5 000 particules/ml pour les MEB et MET.

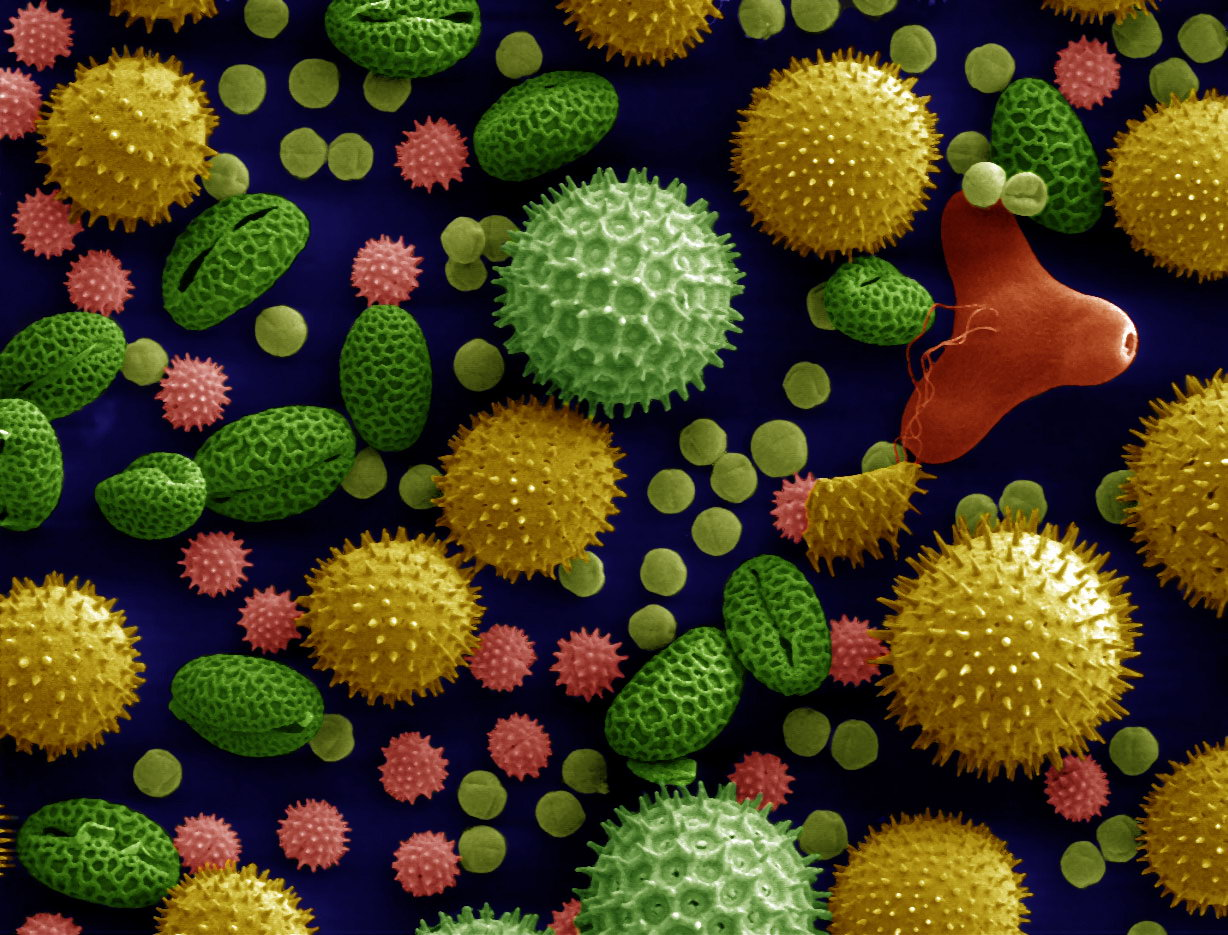
Image prise au MEB de diverses sortes de pollens (fausses couleurs)
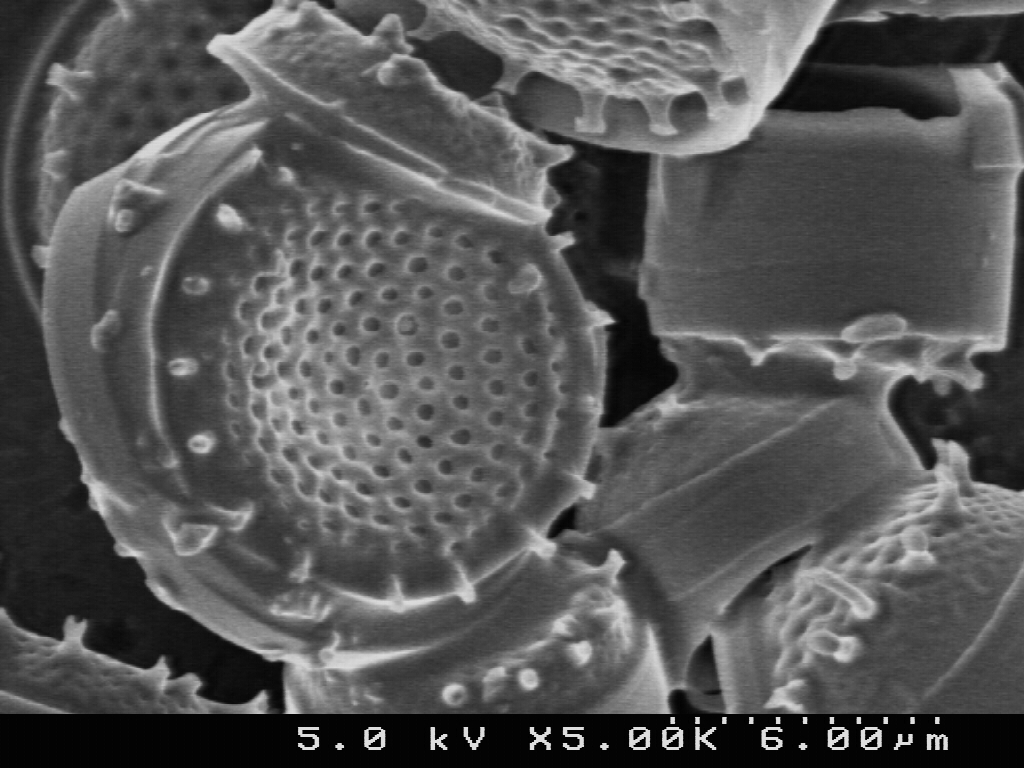
Image prise au MEB de Diatomées (grandissement X5000 X)
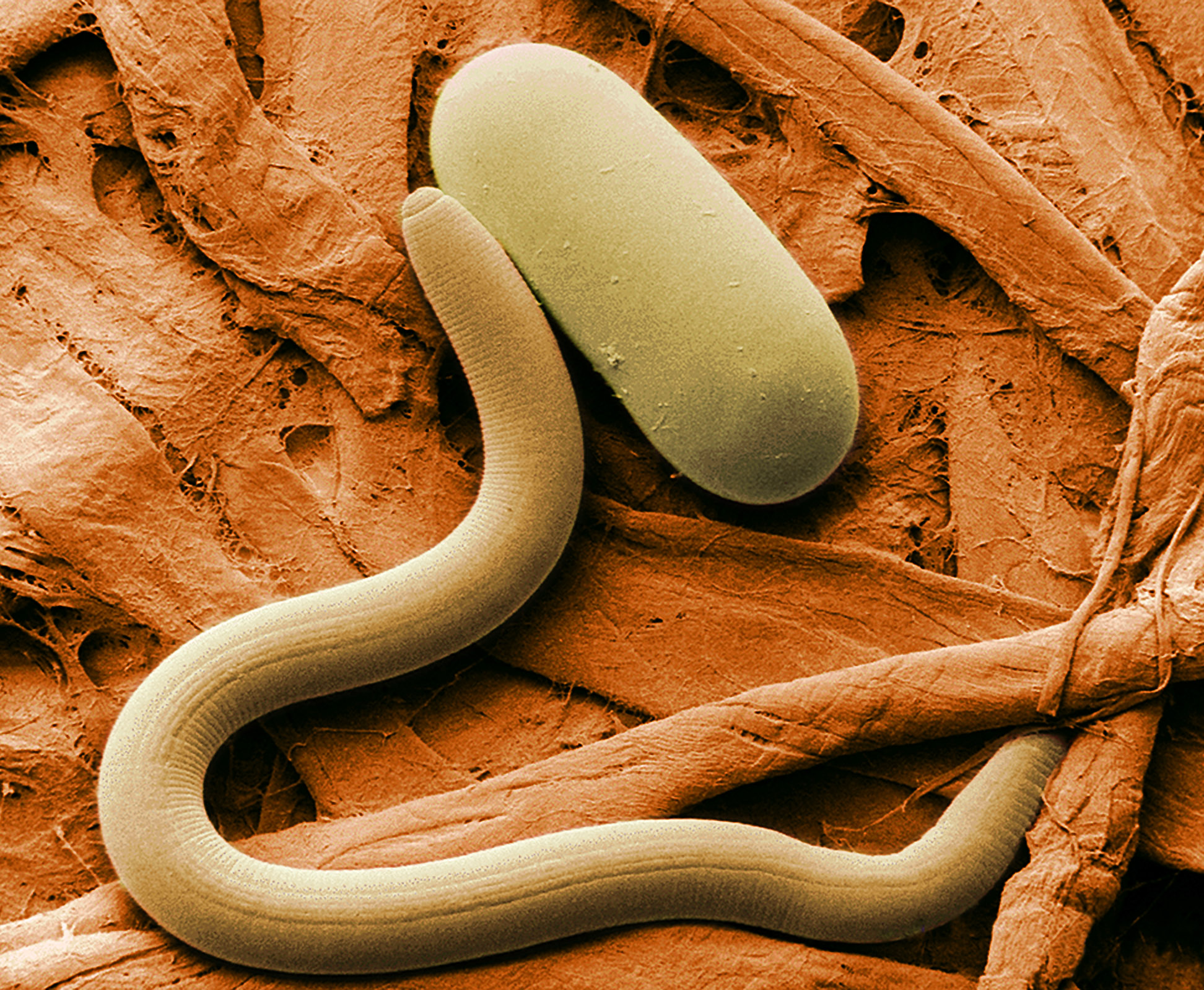
Image en fausses couleurs de sporocystes de nématodes du soja
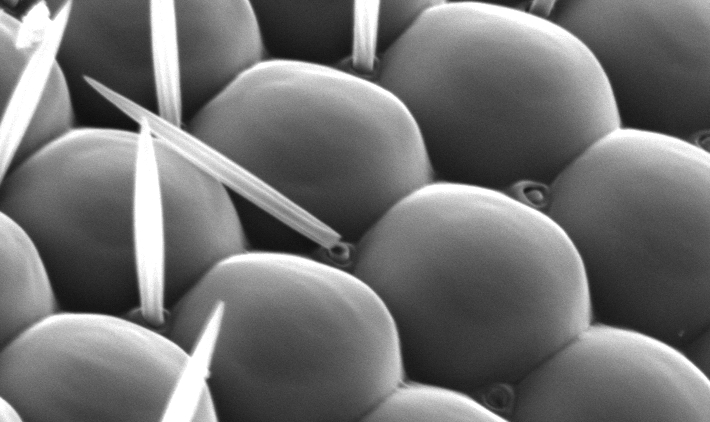
Image prise au MEB de l’œil d’une drosophile

### Divers
Le microscope électronique à balayage est l’un des appareils fondamentaux pour les recherches tribologiques.

## Marché
Le marché des microscopes (tous types confondus) est estimé à 811 millions de dollars US, dont environ 60 % sont générés par les microscopes optiques. Avec 26 %, les microscopes électroniques représentent la deuxième part de ce marché, estimée en 1999 par Global Information Inc. à environ 222 millions de dollars. Global Information Inc. estime également que la part des microscopes optiques ira en diminuant, celle des microscopes confocaux restera stable tandis que le marché des microscopes électroniques se développera. En 2005, il était estimé à 747 millions de dollars.
Le prix moyen d’un MEB est estimé à 200 000 $ mais peut monter jusqu’à un million de dollars pour les appareils les plus avancés. Cependant, de nouveaux microscopes, qualifiés de microscope à bas prix (low-cost microscopes) ont été récemment proposés sur le marché, pour un tiers du prix moyen d’un MEB.